# Crisi dei missili di Cuba
La crisi dei missili di Cuba, nota a Cuba come crisis de octubre ("crisi di ottobre") e in Russia come Карибский кризис (Karibskij krizis, "crisi dei Caraibi"), fu uno stato di grave tensione politica e diplomatica tra Stati Uniti d'America e Unione Sovietica, generato dal dispiegamento di missili balistici sovietici in territorio cubano. L'episodio, avvenuto durante la presidenza Kennedy, fu uno dei momenti più critici della guerra fredda e più a rischio di innesco di un conflitto nucleare.
Reagendo all'installazione di missili PGM-19 Jupiter presso basi situate in Italia e Turchia (1959) e alla fallita invasione della baia dei Porci (1961), il leader sovietico Nikita Chruščёv decise di posizionare missili con testata nucleare a Cuba come deterrenza contro una possibile invasione statunitense dell'isola. Chruščёv e Fidel Castro raggiunsero un accordo segreto circa il dispiegamento dei missili nel luglio 1962, e poco dopo fu avviata la costruzione delle rampe di lancio. Benché il Cremlino negasse l'installazione di missili ad appena 140 km dalle coste degli Stati Uniti, i sospetti statunitensi furono confermati da un aereo da ricognizione Lockheed U-2 della United States Air Force, che il 14 ottobre 1962 fornì le prove fotografiche della presenza a Cuba di missili a medio raggio R-12 e raggio intermedio R-14. A seguito di questa conferma, gli Stati Uniti imposero il 24 ottobre un blocco navale militare per impedire l'arrivo di nuovi missili a Cuba, chiedendo lo smantellamento e il ritorno in Unione Sovietica dei missili già installati. Furono avviati anche preparativi per attacchi aerei ai siti di lancio e per un'invasione dell'isola, che prevedibilmente avrebbero potuto far precipitare la crisi verso una guerra aperta tra Stati Uniti e Unione Sovietica.
Dopo un lungo periodo di fitti negoziati, il presidente degli Stati Uniti d'America John Fitzgerald Kennedy e Chruščёv giunsero a un compromesso: ufficialmente i sovietici avrebbero smantellato le loro armi a Cuba e le avrebbero riportate in patria in cambio del pubblico impegno statunitense a non tentare una nuova invasione dell'isola; in segreto, gli Stati Uniti avrebbero anche acconsentito a smantellare i loro missili Jupiter in Italia e in Turchia. Gli Stati Uniti tolsero quindi il blocco di Cuba il 20 novembre 1962, una volta confermato il ritiro di tutti i missili sovietici dall'isola. La vicenda mise in evidenza la necessità di una rapida, chiara e diretta linea di comunicazione riservata tra Washington e Mosca, e condusse infine all'istituzione della "linea rossa" tra le due capitali.

## Contesto

### Guerra fredda

I tre mondi nel 1959: la NATO (blu) e gli altri paesi del blocco occidentale (azzurro) con le loro colonie (verde); il Patto di Varsavia (rosso) e gli altri paesi del blocco orientale (rosa); i paesi non allineati (grigio)

Gli Alleati della seconda guerra mondiale, usciti vincitori dal conflitto nel settembre 1945, erano composti da Stati molto diversi tra di loro: se Francia, Regno Unito e Stati Uniti d'America erano Stati fondati su un sistema multipartitico con libere elezioni democratiche e dotati di un'economia di mercato basata sul modello capitalista liberale, l'Unione Sovietica era un regime autoritario, monopartitico e con economia pianificata di tipo comunista basata sull'ideologia del marxismo-leninismo.
Tali differenze sfociarono in breve tempo in forti tensioni che dettero origine alla cosiddetta "guerra fredda": un conflitto caratterizzato non da combattimenti diretti su larga scala ma basato soprattutto sulla lotta ideologica e geopolitica delle due superpotenze per l'influenza globale. A parte lo sviluppo di arsenali di armi nucleari e il dispiegamento di vaste forze militari convenzionali, la lotta per il dominio fu espressa attraverso mezzi indiretti, come la guerra psicologica, le campagne di propaganda, lo spionaggio e gli embarghi di vasta portata. Il mondo si divise in un "blocco occidentale" guidato dagli Stati Uniti e da altre nazioni del Primo Mondo, soprattutto dell'Europa occidentale, e da un "blocco orientale" diretto dall'Unione Sovietica e dal suo Partito Comunista (PCUS); accanto ad essi si formò poi il movimento dei paesi non allineati. Parte dei paesi del blocco occidentale erano riuniti in un'alleanza militare difensiva nota come Organizzazione del Trattato dell'Atlantico del Nord (NATO), mentre alcuni paesi del blocco orientale a loro volta si erano uniti nel Patto di Varsavia.
Il mondo si trovò quindi diviso, secondo le parole dell'ex primo ministro britannico Winston Churchill, da una «cortina di ferro fatta calare sull'Europa da Stettino sul Baltico a Trieste sull'Adriatico».

### Relazioni USA-URSS

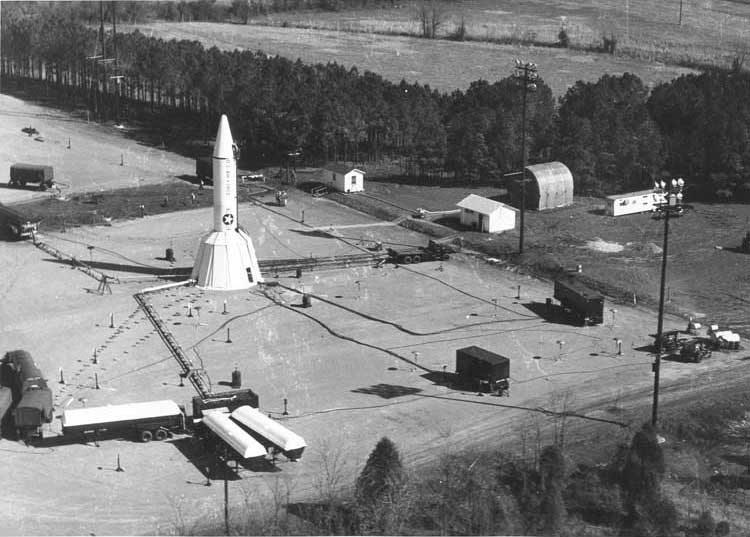
Una base di lancio di missili PGM-19 Jupiter simile a quelle presenti a quel tempo in Turchia

All'inizio degli anni 1960 la competizione militare e politica tra statunitensi e sovietici raggiunse toni molto accesi. Il lancio il 4 ottobre 1957 dello Sputnik 1, primo satellite artificiale della storia, fece credere che l'Unione Sovietica fosse in netto vantaggio per quanto riguardava gli armamenti missilistici, con particolare riferimento al settore dei missili balistici intercontinentali (ICBM) capaci di colpire gli Stati Uniti con testate nucleari partendo direttamente dal territorio sovietico. L'esistenza di questo "divario missilistico" (missile gap) tra Unione Sovietica e Stati Uniti, per quanto alimentata da dichiarazioni propagandistiche del segretario del PCUS Nikita Chruščëv e da errate valutazioni dei servizi di intelligence occidentali, era tuttavia completamente illusoria: nel novembre 1959 Chruščëv dichiarò che l'Unione Sovietica stava producendo ICMB a un ritmo di 250 unità al mese, quando in realtà nel dicembre di quell'anno le disponibilità sovietiche si riducevano ad appena quattro missili intercontinentali tipo R-7 Semërka, inaffidabili e vulnerabili rispetto ad attacchi preventivi.
Ciò nonostante, il missile gap fu un tema molto dibattuto nella dirigenza politica e militare statunitense: i missili volavano a velocità enormemente superiori a quelle di un aereo da bombardamento, e a differenza di quest'ultimo non potevano essere abbattuti dalle difese antiaeree dell'epoca. La possibilità che la forza di bombardieri dello Strategic Air Command, perno delle capacità di attacco nucleare statunitensi, venisse spazzata via nelle sue stesse basi da un improvviso attacco di missili intercontinentali sovietici spinse l'amministrazione del presidente Dwight D. Eisenhower, martellata dall'opposizione sul tema del missile gap, a varare sul finire del 1957 un ampio ventaglio di programmi di potenziamento della componente missilistica degli Stati Uniti. Questi programmi, oltre a portare allo sviluppo di vari esemplari di ICBM statunitensi nonché dei primi esempi di sottomarini lanciamissili balistici, previdero anche l'installazione di missili balistici a medio raggio tipo PGM-19 Jupiter vicino ai confini dell'Unione Sovietica: entro l'ottobre 1959, 30 Jupiter erano stati schierati in dieci basi nel sud dell'Italia e altri 15 Jupiter in cinque basi nella Turchia occidentale.

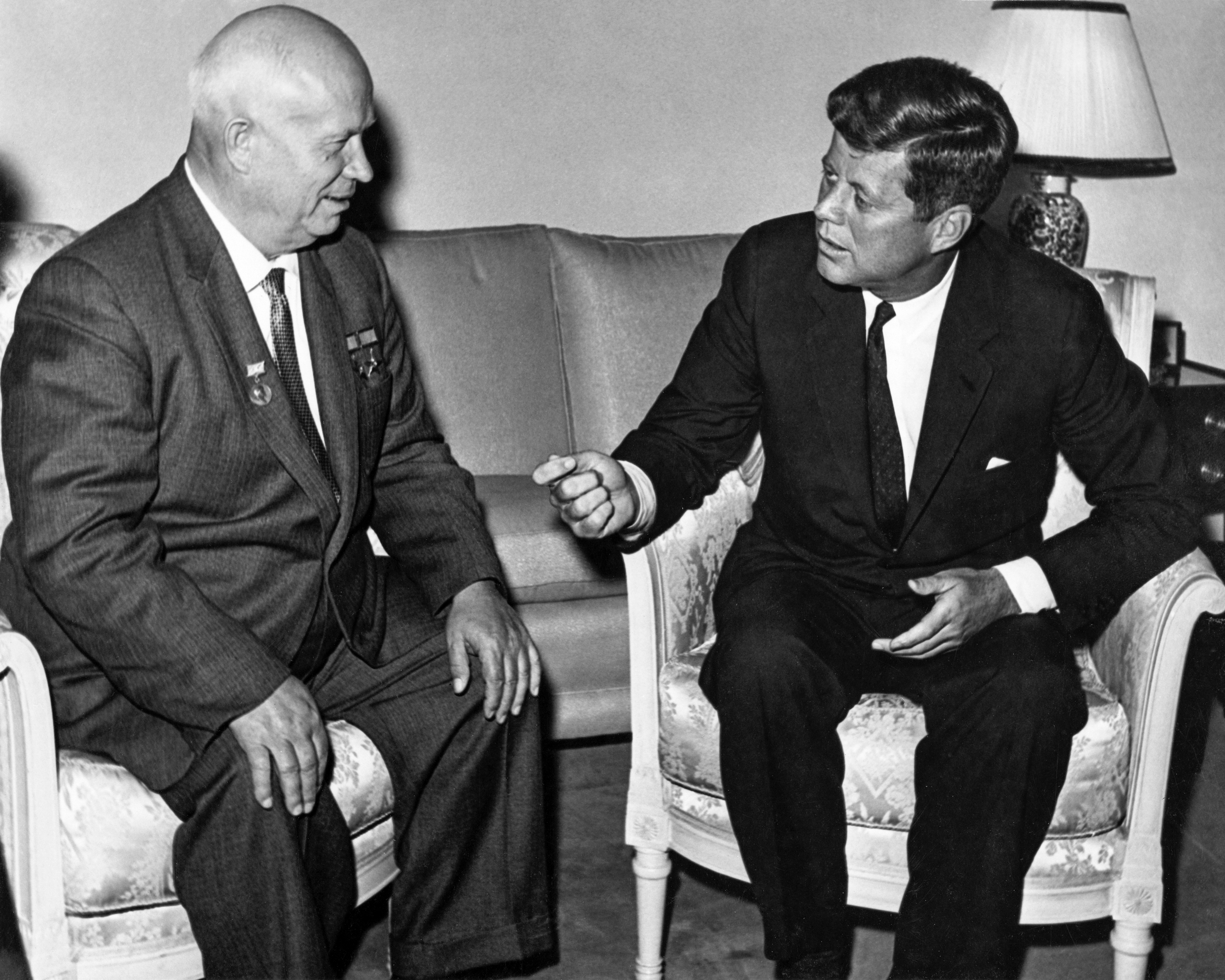
Nikita Chruščëv e John F. Kennedy, a Vienna, nel giugno 1961

Il missile gap fu uno dei temi principali della campagna elettorale che portò, nel gennaio 1961, John Fitzgerald Kennedy alla presidenza degli Stati Uniti; una volta eletto, comunque, Kennedy lasciò cadere il tema, visto che nuovi rapporti di intelligence confermarono che il lieve vantaggio iniziale in campo missilistico dei sovietici era stato largamente colmato dagli statunitensi. Nel 1961 i sovietici disponevano di soli 25 ICBM, mentre lo sviluppo di modelli più avanzati era tormentato da incidenti, problemi ingegneristici e progettuali; l'Unione Sovietica disponeva di missili balistici a medio raggio in discreta quantità, circa 700, ma questi erano inaffidabili e imprecisi, e non in grado di raggiungere il cuore del territorio statunitense. Gli Stati Uniti, d'altra parte, potevano contare su 170 ICBM già operativi, mentre l'industria bellica ne stava rapidamente costruendo altri; inoltre, disponevano anche di otto sottomarini lanciamissili armati con 16 missili UGM-27 Polaris, ciascuno con una gittata di 4600 chilometri e in grado di trasportare una testata nucleare. Gli Stati Uniti avevano un notevole vantaggio nel numero totale di testate nucleari (27000 contro 3600), nella tecnologia necessaria per garantire un lancio preciso e anche riguardo ai missili antiaerei e alle forze navali e di aria; i sovietici, tuttavia, avevano un vantaggio di due a uno nelle forze di terra convenzionali, soprattutto per quanto riguardava i cannoni da campo e i carri armati schierati in particolare nel teatro europeo.
La situazione nel campo degli armamenti nucleari lasciava l'Unione Sovietica vulnerabile a un devastante attacco a sorpresa degli Stati Uniti, e ciò spinse Chruščëv a inscenare un bluff per mascherare questa debolezza. Il segretario del PCUS riteneva Kennedy troppo giovane e inesperto delle questioni internazionali, e quindi debole di fronte alle dimostrazioni di forza sovietiche. Pertanto, Chruščëv portò avanti con maggiore forza le pretese sovietiche, avanzate fin dal 1958, di estromettere le forze occidentali dalla parte ovest di Berlino, occupata dai quattro alleati sin dalla conclusione della seconda guerra mondiale: Berlino Ovest rappresentava un'agevole via di fuga per i cittadini della Repubblica Democratica Tedesca filo-sovietica, oltre che essere percepita dai sovietici come un "covo di spie" occidentali. Le minacce sovietiche di arrivare alla guerra se gli occidentali non si fossero ritirati da Berlino portarono a un prolungato stato di crisi dal giugno al novembre 1961: Berlino Ovest era militarmente indifendibile per gli occidentali, ma questi non vi potevano rinunciare sotto le minacce sovietiche senza perdere prestigio e credibilità sul piano internazionale. Kennedy rispose quindi con fermezza alle pressioni di Chruščëv, e decise un forte aumento delle spese militari per colmare il divario coi sovietici anche nelle forze convenzionali. La crisi di Berlino del 1961 fu infine risolta dalla decisione sovietica di costruire una barriera di separazione (il muro di Berlino) che isolasse il settore ovest e impedisse la fuga dei tedeschi dell'est, ma le truppe occidentali rimasero in città nonostante la minaccia di una guerra; scoperto il suo bluff, Chruščëv cercò altri punti di pressione su cui mettere alle strette Kennedy.

### Rapporti USA-Cuba

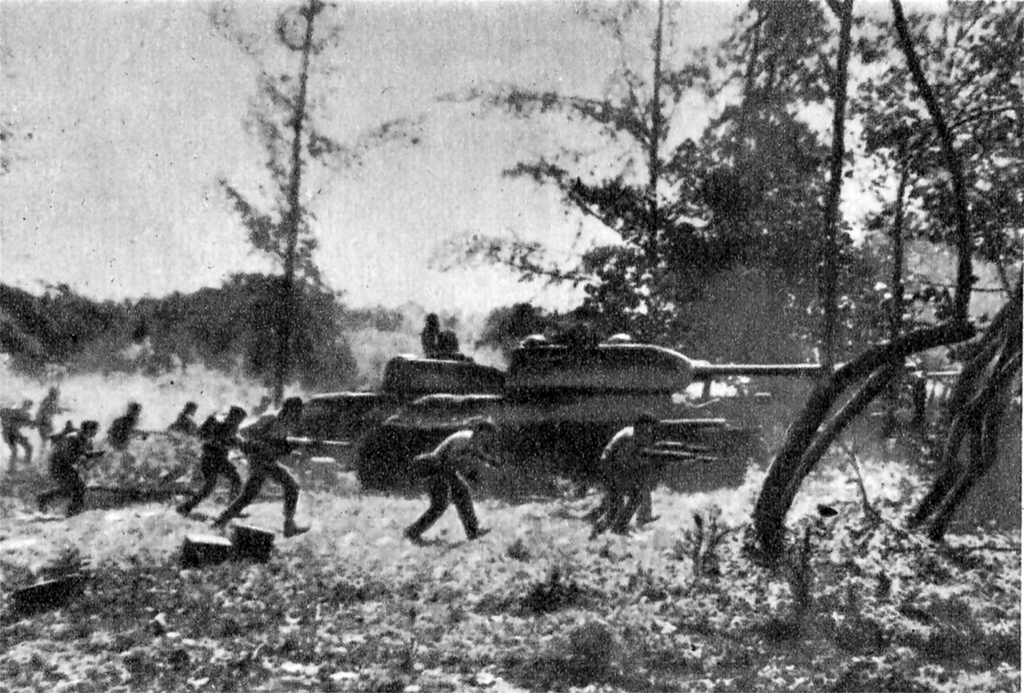
Carri armati e truppe cubane durante gli scontri dell'invasione della Baia dei Porci

Dopo Berlino, un importante elemento di frizione tra Stati Uniti e Unione Sovietica era rappresentato da Cuba. Nel gennaio del 1959 il Movimento del 26 luglio guidato da Fidel Castro riuscì a scacciare dall'isola l'impopolare dittatore Fulgencio Batista, che gli Stati Uniti avevano precedentemente sostenuto. Dopo un periodo di studio del nuovo governo insediato a L'Avana, gli Stati Uniti decisero di opporsi a un movimento, radicale benché non ancora dichiaratamente marxista-leninista, che rischiava di ispirare azioni simili contro altri governi amici dell'America Latina. Soltanto dieci mesi dopo la rivoluzione cubana, la statunitense Central Intelligence Agency (CIA) sviluppò un piano per un'azione paramilitare contro Cuba, oltre a reclutare agenti nell'isola per compiere atti di terrorismo e sabotaggio, uccidere civili e causare danni economici. Castro denunciò pubblicamente i sabotaggi statunitensi e, nel febbraio 1960, siglò un trattato commerciale e di assistenza con l'Unione Sovietica; nel luglio 1960 gli Stati Uniti tagliarono unilateralmente le loro importazioni da Cuba, portando nell'ottobre 1960 i cubani a espropriare varie attività economiche statunitensi presenti nell'isola. Il 3 gennaio 1961 gli Stati Uniti interruppero le relazioni diplomatiche con Cuba.
L'azione più importante per rovesciare il nuovo governo rivoluzionario, lo sbarco nell'isola di una brigata di esuli anticastristi cubani addestrata ed equipaggiata dalla CIA nell'aprile 1961, si risolse però nella fallimentare invasione della baia dei Porci. Kennedy, in carica solo da pochi mesi, aveva dato la sua approvazione al piano di sbarco elaborato sotto la precedente amministrazione, ma aveva posto il veto all'intervento di forze aeree e navali statunitensi in appoggio agli esuli, poiché non intendeva mostrare un'aperta aggressione degli Stati Uniti a un altro Stato sovrano: di conseguenza, gli esuli furono rapidamente sconfitti dalle forze di Castro. L'amministrazione Kennedy fu pubblicamente imbarazzata e politicamente indebolita da questo insuccesso: a tal proposito l'ex presidente Eisenhower disse a Kennedy che «il fallimento della Baia dei Porci incoraggerà i sovietici a fare qualcosa che altrimenti non avrebbero fatto». Il fallimento destò infatti in Chruščëv e nei suoi consiglieri l'impressione che Kennedy fosse indeciso e «troppo giovane, intellettuale, non ben preparato per prendere decisioni in situazioni di crisi... troppo intelligente e troppo debole».
Nonostante il fallimento della baia dei Porci, gli Stati Uniti intensificarono le attività di destabilizzazione del governo cubano mediante azioni segrete organizzate dalla CIA nell'ambito dell'operazione Mongoose. Nel gennaio 1962 il generale statunitense Edward Lansdale descrisse i piani per rovesciare il governo di Castro in un rapporto top secret indirizzato a Kennedy: agenti della CIA o "percettori" della Special Activities Center dovevano essere infiltrati a Cuba per effettuare sabotaggi e organizzare attività sovversive. Nel febbraio 1962 gli Stati Uniti imposero un embargo contro Cuba e Lansdale presentò un calendario segreto per l'attuazione del rovesciamento del governo cubano, confidando in operazioni di guerriglia che sarebbero dovute iniziare tra agosto e settembre; secondo i piani, «l'inizio della rivolta e il rovesciamento del regime comunista» sarebbero avvenuti nelle prime due settimane di ottobre. In ogni caso, l'amministrazione Kennedy non pianificò mai di invadere l'isola a meno che non si fosse presentata un'oggettiva minaccia, ma l'atteggiamento statunitense fece pensare il contrario ai cubani. La campagna di destabilizzazione e la paura di un'invasione furono fattori cruciali che portarono il governo cubano ad accettare il dispiegamento di missili nucleari sovietici sul proprio territorio.

### Rapporti URSS-Cuba

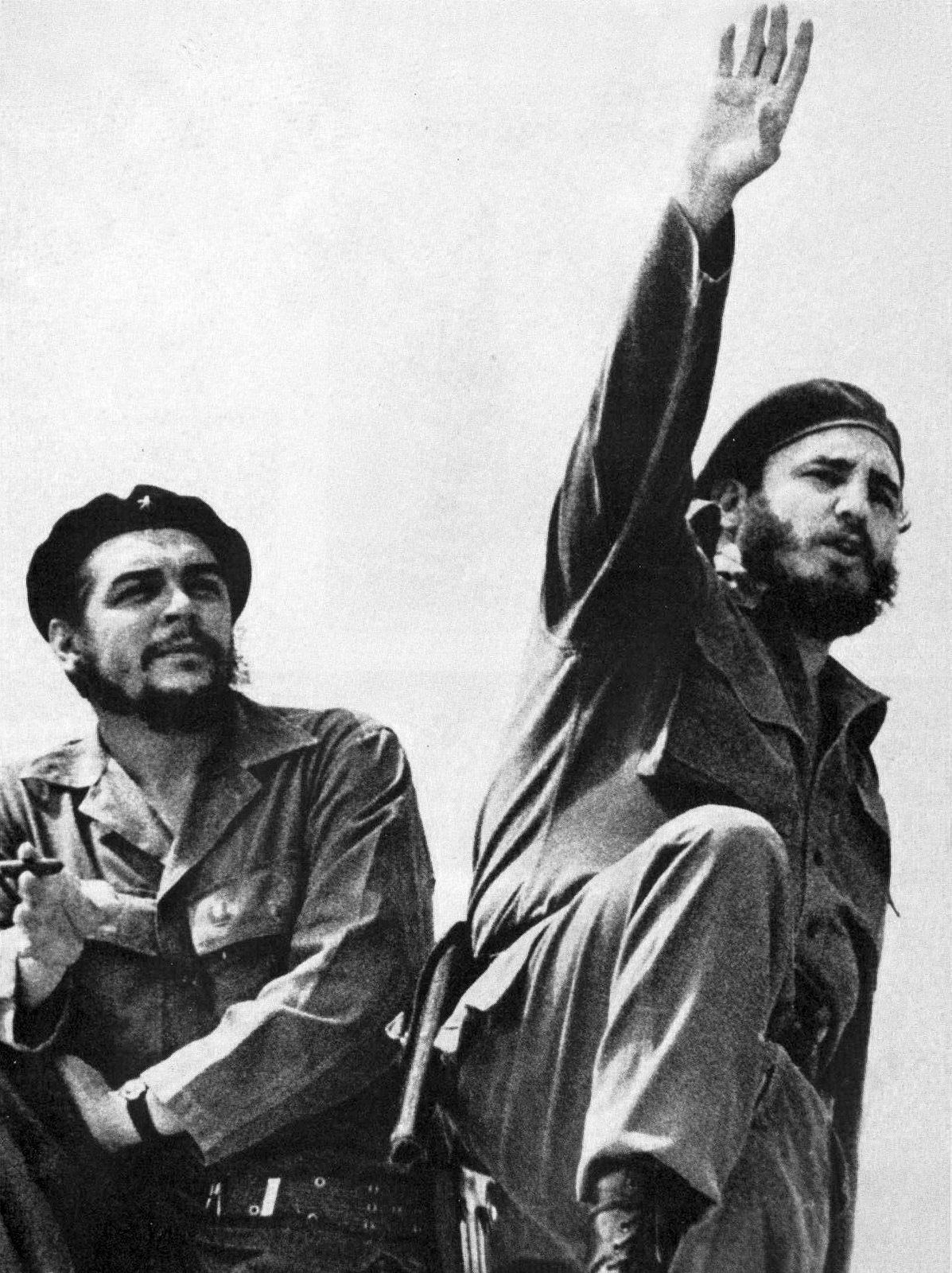
Che Guevara (a sinistra) e Fidel Castro (a destra) nel 1961

Per quanto Chruščëv provasse simpatia per i movimenti rivoluzionari come quello di Castro, l'Unione Sovietica non aveva fondamentalmente giocato alcun ruolo negli eventi della rivoluzione cubana; la situazione mutò tuttavia negli anni successivi. Le manovre di aggressione degli Stati Uniti fecero prefigurare un possibile rovesciamento del governo rivoluzionario cubano, cosa che era politicamente inaccettabile per Mosca: l'Unione Sovietica era ormai entrata in aperta competizione per il ruolo di nazione-guida del comunismo mondiale con la Cina di Mao Zedong, critica verso le politiche di destalinizzazione promosse da Chruščëv; "perdere" Cuba avrebbe offerto il fianco a nuove critiche alla sua leadership, già incrinata per la non ottimale conclusione della crisi di Berlino, e Chruščëv non poteva permetterselo.
Alla fine del 1961 Castro inviò all'Unione Sovietica richieste per una maggiore fornitura di missili antiaerei S-75. Non avendo avuto riscontri positivi, Castro iniziò a criticare i sovietici per mancanza di «audacia rivoluzionaria» e intraprese un dialogo con la Cina per ottenere un'assistenza economica; nel marzo 1962 Castro arrivò a ordinare l'espulsione di Aníbal Escalante e dei suoi compagni filosovietici dal Partito Comunista di Cuba. Questa vicenda, insieme alla possibilità di un'invasione statunitense dell'isola, allarmò la dirigenza sovietica, che in aprile cambiò posizione, fornendo ulteriori missili S-75 e inviando a Cuba un reggimento di truppe regolari.
Secondo lo storico Timothy Naftali, l'allontanamento di Escalante fu un fattore determinante riguardo alla decisione sovietica di collocare missili nucleari a Cuba: i responsabili della politica estera di Mosca erano preoccupati che la rottura di Castro con Escalante prefigurasse una deriva cubana verso la Cina; cercarono quindi di consolidare l'influenza sovietica su Cuba attraverso l'installazione di basi missilistiche.

## Preludio

### Decisione di schierare i missili

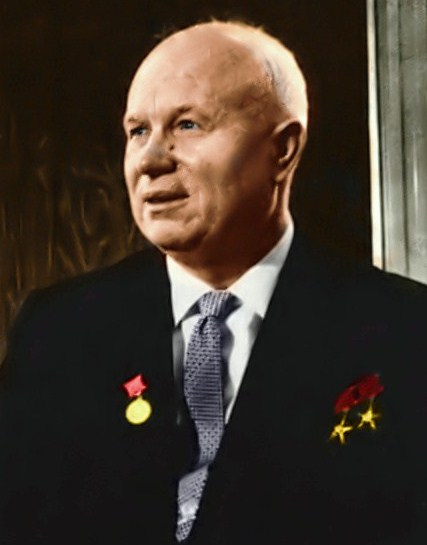
Nikita Chruščëv

Il 18 maggio 1962 Chruščëv ordinò di stilare i documenti preliminari circa il dispiegamento a Cuba, entro il settembre-ottobre successivi, di missili a raggio intermedio armati con testate nucleari. La proposta venne approvata in linea di principio dalla dirigenza sovietica una settimana più tardi, anche se vari alti esponenti (come il vicepresidente Anastas Mikojan e il ministro degli esteri Andrej Andreevič Gromyko) paventarono i forti rischi che questa mossa poteva avere nel quadro della politica estera dell'URSS. Anche l'ambasciatore sovietico all'Avana, Aleksandr Ivanovič Alekseev, espresse dubbi, sostenendo che Castro non avrebbe accettato il dispiegamento dei missili.
Le motivazioni che mossero Chruščëv sono difficili da determinare con precisione: le giustificazioni formulate in seguito dagli stessi sovietici furono lacunose o opportunistiche, e tutte le ricostruzioni in merito contengono elementi di speculazione. Chruščëv si trovava ad affrontare una difficile situazione strategica, in cui gli Stati Uniti vantavano un sostanziale vantaggio nel caso di cosiddetto "primo colpo nucleare": gli Stati Uniti avevano più missili balistici intercontinentali, e la scarsa precisione e affidabilità dei missili sovietici sollevava seri dubbi sulla loro efficacia; migliore era la situazione per l'URSS in fatto di missili balistici a medio raggio, in grado di colpire dal territorio sovietico l'Europa occidentale e gran parte dell'Alaska, ma questi non consentivano di colpire i centri nevralgici degli Stati Uniti. Graham Allison, direttore del Belfer Center for Science and International Affairs dell'Università di Harvard, evidenziò come in quegli anni «l'Unione Sovietica non poteva correggere lo squilibrio nucleare dispiegando nuovi missili balistici intercontinentali sul proprio territorio. Per far fronte alla minaccia aveva pochissime opzioni. Spostare le armi nucleari disponibili in luoghi da cui potevano raggiungere obiettivi americani era una di queste».
Installare i missili a Cuba sarebbe stato un modo per «pareggiare il campo di gioco» con l'evidente minaccia nucleare statunitense. La disponibilità dei missili Jupiter dislocati in Italia e Turchia consentiva agli Stati Uniti di infliggere un duro colpo all'Unione Sovietica prima che questa avesse la possibilità di reagire; con la collocazione di missili nucleari a Cuba Chruščëv avrebbe invece stabilito la possibilità di una mutua distruzione assicurata: se gli Stati Uniti avessero deciso di lanciare un attacco nucleare contro l'Unione Sovietica, quest'ultima sarebbe stata in grado di rispondere con un analogo attacco nucleare di rappresaglia sul territorio statunitense.
L'Unione Sovietica temeva poi le continue minacce degli Stati Uniti su Cuba: una possibile caduta del governo rivoluzionario dell'isola avrebbe significato un forte insuccesso non solo per il socialismo globale, ma anche per lo stesso Chruščëv. Il dispiegamento dei missili avrebbe rappresentato un formidabile deterrente contro qualsiasi progetto di invasione statunitense, e sarebbe stato una prova della determinazione dell'URSS a proteggere i paesi dell'America Latina e del Terzo Mondo che, come Cuba, avevano da poco abbracciato la strada del comunismo. Il segretario del PCUS temeva che la posizione di forza assunta dagli Stati Uniti nei suoi confronti, nella crisi di Berlino e anche nella recente guerra civile in corso in Laos tra forze filo-occidentali e filo-sovietiche, avrebbe pian piano minato la sua credibilità e la sua autorità; «assediato dalle difficoltà», Chruščëv rispose d'istinto alzando la posta in gioco nel confronto militare con gli Stati Uniti.
Si è molto dibattuto su quanto il dispiegamento dei missili fosse connesso alla questione di Berlino Ovest. In nessun momento della crisi i sovietici collegarono esplicitamente il ritiro dei missili al ritiro delle forze occidentali da Berlino: apparentemente Chruščëv si era rassegnato alla situazione di compromesso venutasi a creare con la costruzione del muro di Berlino, ma può anche darsi che le smentite successive di una connessione tra Berlino e i missili a Cuba siano dovute a un tentativo di mascherare l'insuccesso della mossa. In effetti, è più che plausibile che Chruščëv ritenesse di poter cacciare le forze occidentali da Berlino usando i missili a Cuba come deterrente contro le eventuali contromisure statunitensi. Se gli Stati Uniti avessero cercato di negoziare con i sovietici dopo essere venuti a conoscenza dei missili, inoltre, Chruščëv avrebbe potuto offrire il ritiro dei missili in cambio della cessione di Berlino Ovest: poiché Berlino era strategicamente più importante di Cuba, lo scambio sarebbe stato una vittoria per i sovietici.

### Dispiegamento dei missili

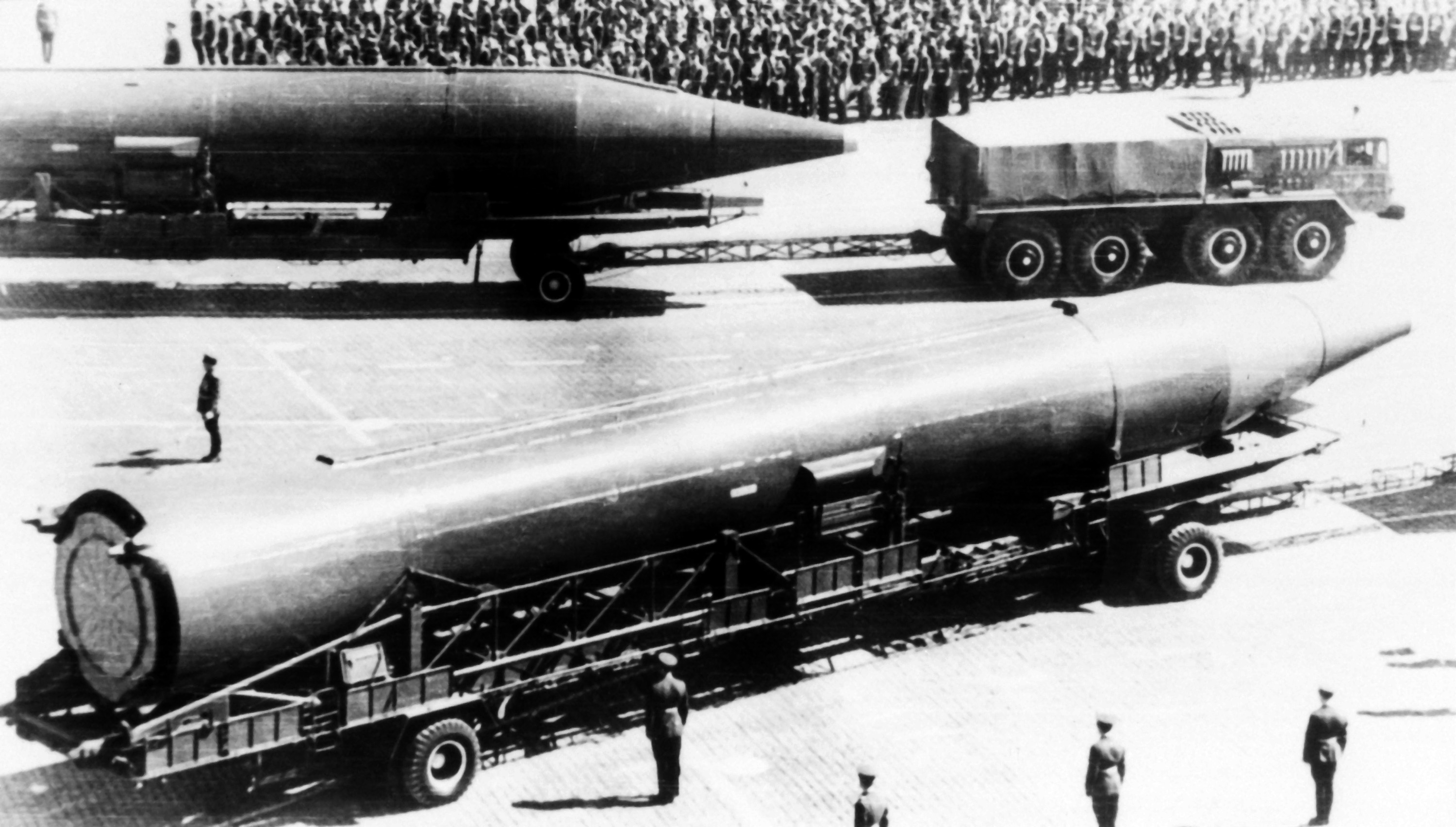
Missili balistici a raggio intermedio sovietici R-14. Alcuni di essi vennero schierati a Cuba.

Il 29 maggio 1962 un gruppo di specialisti militari e missilistici sovietici accompagnò una delegazione agricola all'Avana e presentò alla dirigenza cubana il piano per il dispiegamento dei missili. Il governo cubano temeva che gli Stati Uniti avrebbero nuovamente tentato di invadere Cuba, e quindi si dimostrò felice dell'idea di installare missili sovietici con testate nucleari sull'isola. Secondo alcune fonti, inizialmente Castro si oppose al progetto poiché temeva che lo avrebbe fatto sembrare un burattino in mani sovietiche, ma dopo una riunione con i suoi più stretti collaboratori acconsentì ad aderire al piano riconoscendo la funzione positiva dei missili per gli interessi dell'intero movimento socialista. Inoltre, la fornitura sovietica avrebbe incluso anche armi tattiche a corto raggio che avrebbero costituito un "ombrello nucleare" contro eventuali attacchi all'isola.
I sovietici mantennero i più alti livelli di segretezza sull'operazione, scrivendo a mano i loro piani che furono poi approvati dal maresciallo dell'Unione Sovietica Rodion Jakovlevič Malinovskij il 4 luglio e dallo stesso Chruščëv tre giorni dopo. Sotto il nome in codice di operazione Anadyr', fu attuata un'elaborata strategia di depistaggi e negazioni: tutta la pianificazione e la preparazione per il trasporto e il dispiegamento dei missili avvennero nella massima segretezza, con solo pochissime persone che conoscevano l'esatta natura delle operazioni. Le stesse truppe incaricate della missione ricevettero indicazioni volutamente sbagliate circa il fatto che sarebbero state mandate verso una regione dal clima freddo, venendo quindi equipaggiate con scarponi da sci, indumenti pesanti e altre attrezzature invernali.

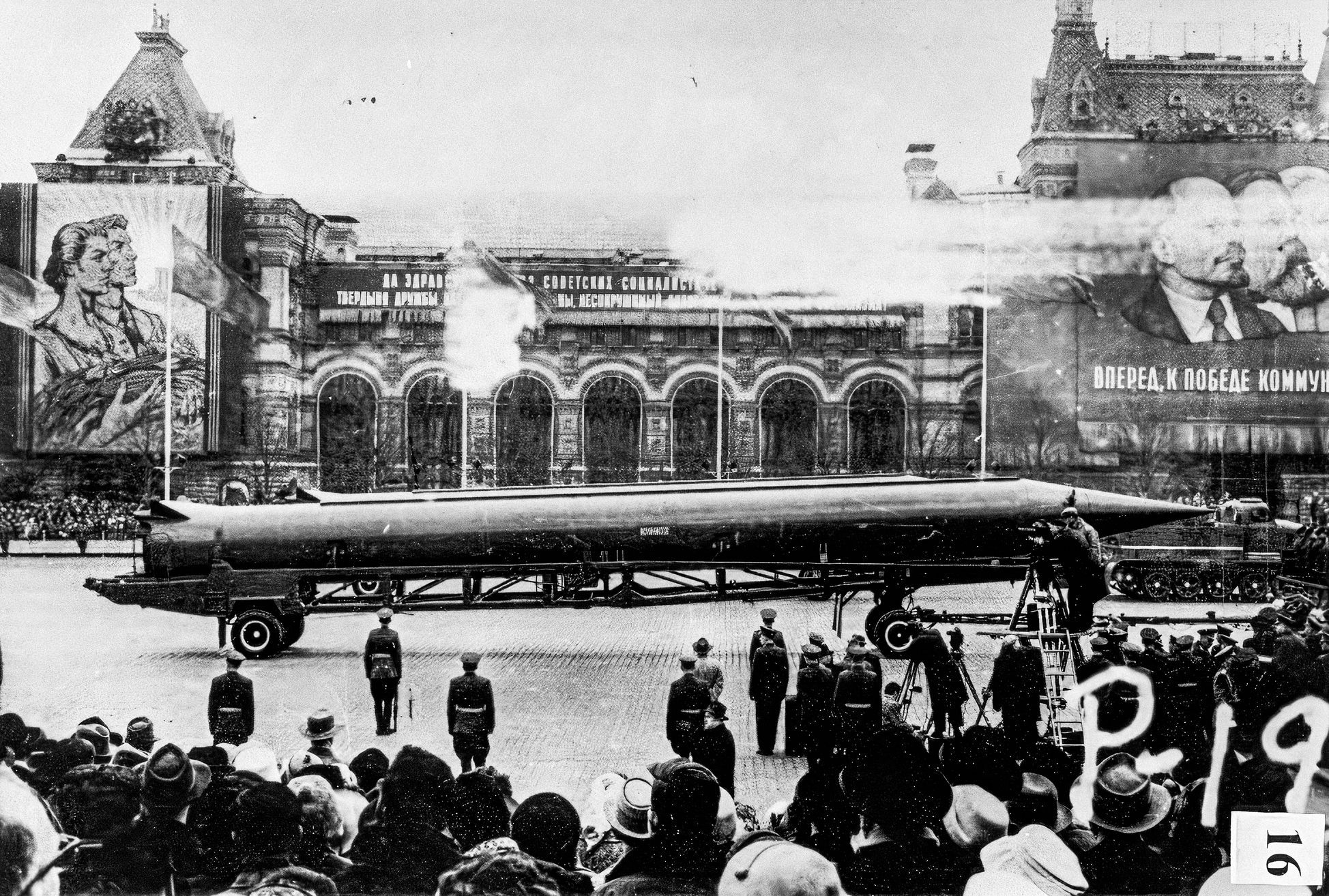
Un missile sovietico R-12 fotografato sulla Piazza Rossa

I tecnici missilistici giunsero a Cuba a luglio sotto copertura; il maresciallo Sergej Semënovič Birjuzov, capo delle forze missilistiche sovietiche, guidò una squadra di ricognizione che visitò l'isola, e riferì a Chruščëv che i missili sarebbero stati nascosti e mimetizzati dalle palme. I piani prevedevano il dispiegamento di 24 missili balistici a medio raggio R-12, capaci di una gittata di 2000 chilometri ed equipaggiati con una singola testata nucleare da 2,5 megatoni, e 18 missili balistici a raggio intermedio R-14, una versione migliorata dei precedenti con gittata aumentata a 4000 chilometri e testata nucleare da 3-5 megatoni. A Cuba sarebbero inoltre stati inviati due stormi di bombardieri leggeri Ilyushin Il-28 armabili con bombe nucleari a caduta.
Queste armi sarebbero state protette da un gruppo di forze sovietiche posto agli ordini del generale Issa Aleksandrovič Pliev, comprendente quattro reggimenti di fucilieri motorizzati, due battaglioni di carri armati, uno stormo di caccia intercettori Mikoyan-Gurevich MiG-21, dodici batterie di missili antiaerei S-75 e diverse batterie di artiglieria contraerea convenzionale. Come ulteriore protezione da un'invasione dell'isola, i sovietici avrebbero schierato a Cuba anche un centinaio di missili superficie-superficie a corto raggio, con testata nucleare, tipo Sopka S-2 e FKR-1, versioni a lancio terrestre del missile KS-1 Kometa e impiegabili rispettivamente contro le navi in mare e contro le truppe sbarcate sulle spiagge fino a un raggio di 65 chilometri; in seguito furono inviati anche 36 razzi non guidati tipo FROG (24 con testate esplosive convenzionali e gli altri con testata nucleare), capaci di una gittata massima di 34 chilometri e impiegabili contro la base navale di Guantánamo nel sud dell'isola. Il personale militare sovietico schierato a Cuba avrebbe raggiunto il totale di 43000 o 51000 uomini.
La Marina militare sovietica progettò di schierare a Cuba un gruppo navale comprendente due incrociatori, quattro cacciatorpediniere, dodici motocannoniere missilistiche equipaggiate con missili antinave e undici sottomarini d'attacco (in parte equipaggiati con siluri a testata nucleare). L'invio di incrociatori e cacciatorpediniere fu poi cancellato a seguito di problemi circa il loro rifornimento e per paura che unità così "vistose" potessero mettere in allarme preventivamente gli statunitensi, ma si decise di avviare a Cuba la costruzione di una base navale per ospitare i sottomarini lanciamissili balistici nucleari della nuova classe Golf.

## Crisi

### Prime avvisaglie

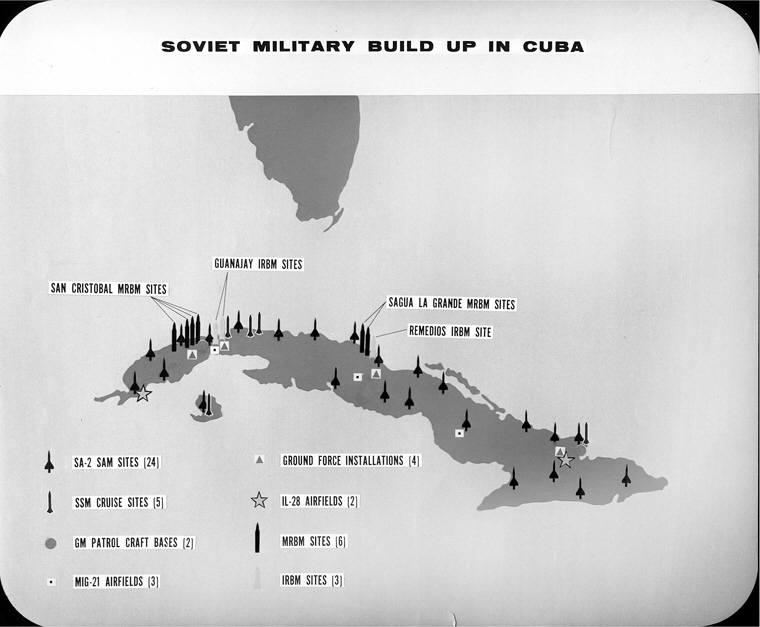
Mappa dei servizi di intelligence statunitensi che mostra la stima dei siti militari sovietici a Cuba

Il 30 agosto 1962 Che Guevara si recò in Unione Sovietica per firmare l'accordo finale riguardante il dispiegamento dei missili a Cuba; la visita fu intensamente monitorata dalla CIA. Mentre si trovava in Unione Sovietica, Guevara esortò Chruščëv a rendere pubblico l'accordo sui missili, ma quest'ultimo insistette sulla totale segretezza del piano e giurò il sostegno dell'Unione Sovietica se gli statunitensi avessero scoperto preventivamente i missili. Chruščëv decise di rinviare l'annuncio pubblico dello spiegamento dei missili a dopo le elezioni di medio termine del Congresso statunitense, previste per il novembre 1962: il Cremlino riteneva che il Partito Democratico di Kennedy si sarebbe facilmente aggiudicato la consultazione, liberando il presidente statunitense dalla pressione elettorale e rendendolo più disponibile ad accettare la mossa sovietica. La dirigenza sovietica riteneva che Kennedy, una volta venuto a conoscenza dei missili, li avrebbe accettati come un fatto compiuto e avrebbe evitato il confronto diretto.
Già nel corso di luglio 1962 i servizi di informazione statunitensi avevano iniziato ad avere sentore che qualcosa di importante stava per avvenire a Cuba: la discreta sorveglianza a cui erano sottoposti tutti i mercantili sovietici diretti verso l'isola rilevò un aumento del trasferimento di materiale militare, e il 21 luglio un'unità navale statunitense specializzata nella raccolta di informazioni elettroniche si posizionò nelle acque internazionali davanti all'Avana e iniziò a monitorare le comunicazioni scambiate tra Cuba e l'URSS. Durante il successivo agosto, i servizi di intelligence raccolsero informazioni sugli avvistamenti a Cuba, da parte di osservatori a terra, di caccia MiG-21 e bombardieri leggeri Il-28 di fabbricazione sovietica. Dopo il fallimento della Baia dei Porci, la CIA aveva avviato una campagna di monitoraggio periodico delle attività militari a Cuba, comprendente il sorvolo dell'isola ad alta quota, due volte al mese, da parte di aerei spia Lockheed U-2 operati dall'agenzia: la missione del 5 agosto rilevò una grande attività militare in corso in varie zone dell'isola, mentre quella del 29 agosto scattò le prime istantanee di otto postazioni di lancio di missili antiaerei S-75 e di una postazione di missili antinave P-15, tutte in avanzato stato di costruzione.

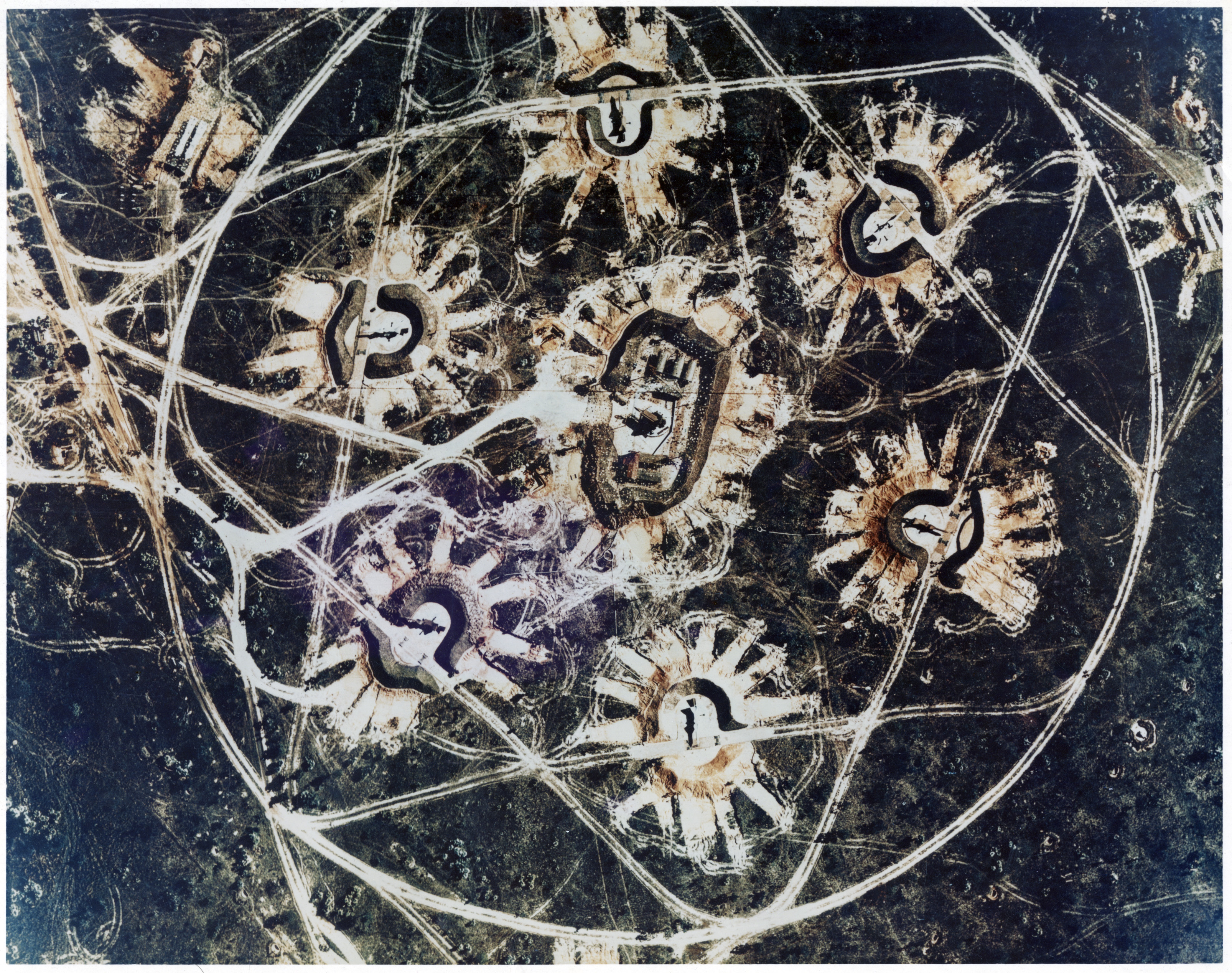
Un sito di lancio di missili antiaerei S-75 fotografato a Cuba dai ricognitori statunitensi

Questi rilevamenti insospettirono il direttore della CIA John McCone, in quanto l'invio di missili antiaerei a Cuba «aveva senso solo se Mosca intendeva usarli per difendere una base per missili balistici puntati sugli Stati Uniti». Il 10 agosto McCone scrisse un memorandum a Kennedy in cui avvertiva della possibilità che i sovietici si stessero preparando a installare missili balistici a Cuba, e il 23 agosto reiterò l'analisi nel corso di un incontro personale con Kennedy. McCone caldeggiò un incremento dei voli di ricognizione su Cuba, ma alti esponenti come il segretario di Stato Dean Rusk e il segretario della Difesa Robert McNamara si opposero, paventando i rischi diplomatici conseguenti l'eventuale abbattimento di uno dei velivoli e la cattura o morte del suo pilota. Nel settembre 1962 anche gli analisti della Defense Intelligence Agency (DIA) notarono che i siti missilistici terra-aria cubani erano disposti secondo uno schema simile a quello adottato per proteggere le basi di missili balistici nell'Unione Sovietica, portando la stessa DIA a fare pressioni per la ripresa dei voli degli U-2.
Il 31 agosto il senatore Kenneth Keating avvertì il Senato statunitense che l'Unione Sovietica stava «con ogni probabilità» costruendo una base missilistica a Cuba, accusando l'amministrazione Kennedy di restare inerte davanti a una grave minaccia per gli Stati Uniti. Il capo di stato maggiore dell'Aeronautica, il generale Curtis LeMay, presentò a Kennedy un piano di bombardamento pre-invasione a settembre, mentre voli di spionaggio e schermaglie perpetrate dalle forze statunitensi schierate nella base navale di Guantánamo furono oggetto di continue denunce diplomatiche cubane al governo degli Stati Uniti.
Il 7 settembre l'ambasciatore sovietico negli Stati Uniti, Anatolij Dobrynin, assicurò all'ambasciatore degli Stati Uniti alle Nazioni Unite, Adlai Stevenson, che l'Unione Sovietica stava fornendo a Cuba solo armi difensive; l'11 settembre, l'Unione Sovietica avvertì pubblicamente che un attacco statunitense a Cuba o alle navi sovietiche che trasportavano rifornimenti all'isola avrebbe comportato una risposta militare. Contestualmente, i sovietici continuarono a gettare fumo su quello che stava accadendo a Cuba, negando ripetutamente che le armi che portavano fossero di natura offensiva: sempre l'11 settembre, l'Agenzia russa di informazione telegrafica (TASS) dichiarò che l'URSS non aveva alcuna necessità o intenzione di introdurre missili nucleari offensivi a Cuba, mentre il 13 ottobre Dobrynin negò ancora una volta che i sovietici intendessero installare armi offensive a Cuba. Cinque giorni più tardi, il funzionario dell'ambasciata sovietica Georgij Bol'šakov consegnò al presidente Kennedy un messaggio personale di Chruščëv, in cui quest'ultimo lo rassicurava che non sarebbero state dispiegate armi offensive sovietiche a Cuba.
Il 7 ottobre, il presidente cubano Osvaldo Dorticós Torrado in un discorso all'Assemblea Generale delle Nazioni Unite disse: «Se... saremo attaccati, ci difenderemo. Ripeto, abbiamo mezzi sufficienti per difenderci; abbiamo infatti le nostre inevitabili armi, le armi, che avremmo preferito non acquisire e che non desideriamo impiegare». Il 10 ottobre, in un altro discorso al Senato, il senatore Keating ribadì il suo precedente avvertimento del 31 agosto affermando che «è iniziata la costruzione di almeno una mezza dozzina di siti di lancio per missili tattici a raggio intermedio».

### Scoperta dei missili

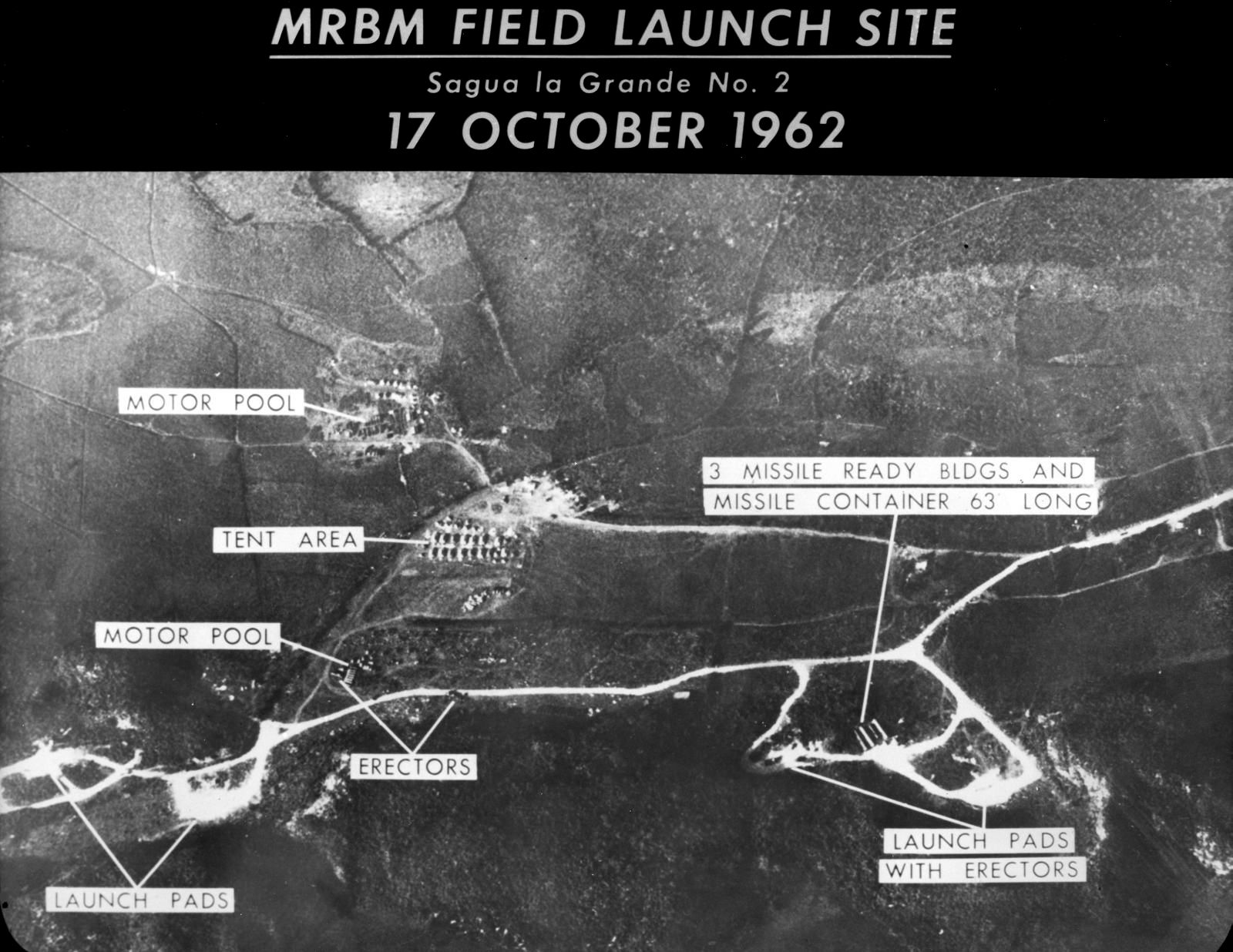
Una fotografia scattata il 17 ottobre 1962 sui cieli di Cuba che mostra una delle basi di lancio dei missili

I mercantili contenenti missili e testate nucleari salparono dall'Unione Sovietica nel corso di agosto, scaglionati in più gruppi; i rispettivi comandanti ricevettero l'indicazione della destinazione finale solo alcuni giorni dopo la partenza. Il primo mercantile carico di missili, l'Omsk, arrivò nel porto cubano di Mariel l'8 settembre, seguito dall'Indigurka che aveva a bordo le prime testate nucleari; un aereo da pattugliamento della Marina statunitense aveva scattato quello stesso 8 settembre alcune istantanee del ponte dell'Omsk, occupato dai missili coperti da teloni, ma le foto erano di cattiva qualità e le pessime condizioni meteorologiche impedirono nei giorni seguenti di procedere con altre osservazioni.
La popolazione dell'isola notò tempestivamente l'arrivo e il dispiegamento dei missili e centinaia di segnalazioni in proposito raggiunsero Miami. L'intelligence statunitense ricevette innumerevoli rapporti, molti di dubbia qualità o addirittura ridicoli, la maggior parte dei quali venne liquidata come descrizione di missili difensivi. Solo cinque rapporti preoccuparono gli analisti: in essi erano descritti grandi camion che attraversavano le città di notte trasportando oggetti cilindrici molto lunghi ricoperti da teli e che non erano in grado di compiere alcune curve senza indietreggiare e manovrare; viceversa, i camion impiegati per il trasporto di missili difensivi avrebbero potuto effettuare le stesse curve senza eccessive difficoltà.
I voli degli U-2 su Cuba erano nel frattempo stati sospesi a seguito di alcuni incidenti: il 30 agosto un U-2 operato dallo Strategic Air Command statunitense si trovò a sorvolare per errore l'isola di Sakhalin nell'estremo oriente sovietico, mentre nove giorni dopo un altro U-2 operato da Taiwan venne abbattuto sopra la Cina occidentale da un missile terra-aria S-75, destando preoccupazione circa una sorte analoga per i voli che avvenivano sopra Cuba. A fronte di ciò il 10 settembre, in un incontro con i membri del Committee on Overhead Reconnaissance (COMOR), il segretario di Stato Dean Rusk e il consigliere per la sicurezza nazionale McGeorge Bundy decisero di bloccare ulteriori voli degli U-2 nello spazio aereo cubano. La conseguente mancanza di copertura sull'isola per le successive cinque settimane divenne nota agli storici come Photo Gap. Successivi tentativi di ricorrere ai satelliti spia Corona per ottenere informazioni non ebbero successo a causa di nuvole e foschia.
I voli degli U-2 della CIA su Cuba ripresero il 5 e il 7 ottobre, rivelando il completamento delle postazioni di lancio dei missili antiaerei S-75 e lavori in corso sulla costruzione di strutture non meglio identificate. Kennedy ordinò di incrementare i voli di sorveglianza a uno alla settimana; visto che le risorse della CIA non consentivano un simile incremento, il 9 ottobre la responsabilità dei voli su Cuba passò agli U-2 in servizio per l'Aviazione statunitense. Per cinque giorni le cattive condizioni meteorologiche impedirono agli aerei di volare, finché il 14 ottobre l'U-2 pilotato dal maggiore Richard Heyser scattò 928 fotografie su un percorso selezionato dagli esperti della DIA, riprendendo un sito di lancio per missili R-12 in via di costruzione presso San Cristóbal, nella provincia di Pinar del Río nella parte occidentale di Cuba, completo di tre piazzole e di 22 veicoli per il trasporto di missili e propellente. Altre foto rivelarono lavori di costruzione presso due siti nei dintorni di Remedios nella Provincia di Villa Clara, mentre componenti smontate di bombardieri Il-28 furono avvistate nella base aerea di San Cristóbal.

### 16 ottobre: Kennedy viene informato

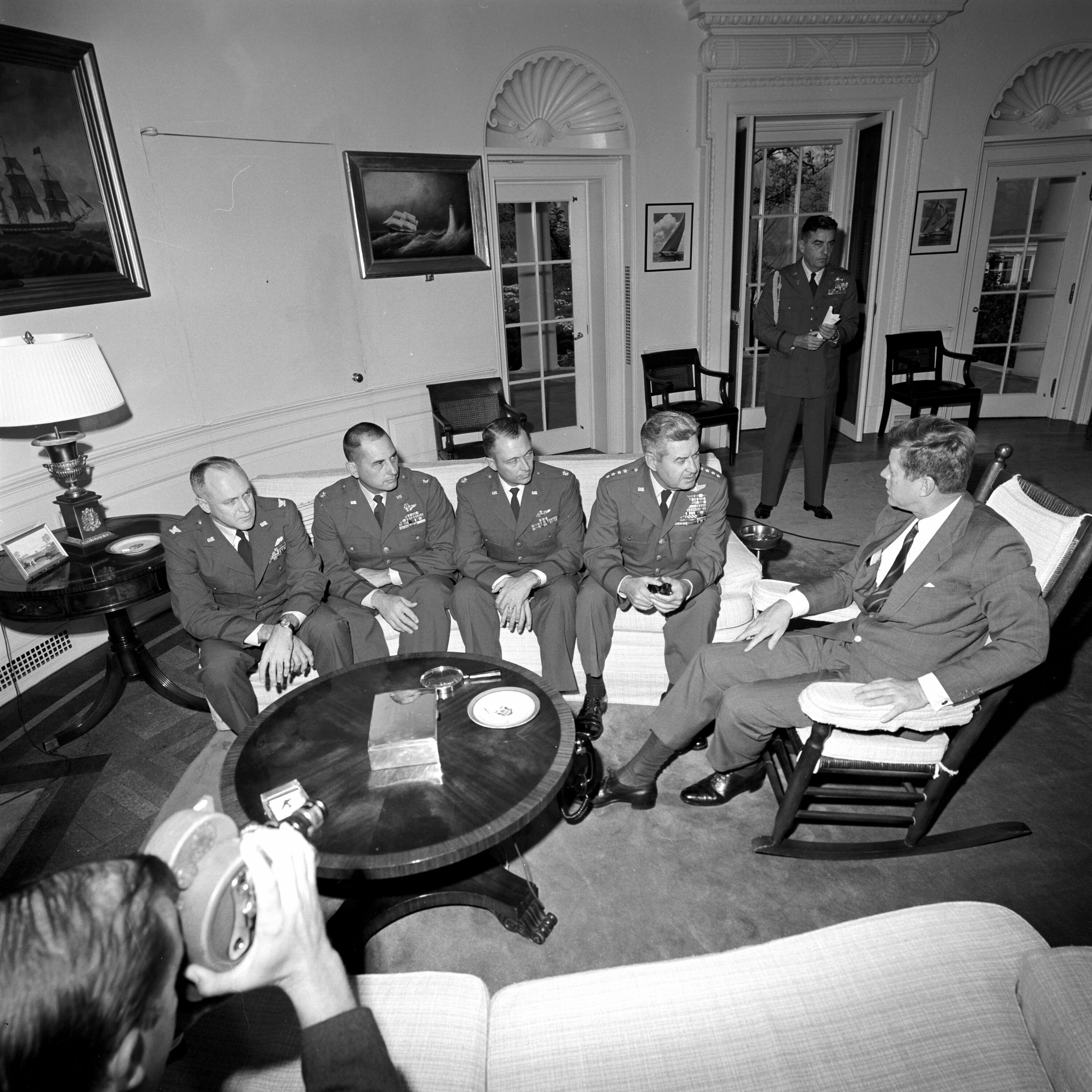
Il presidente Kennedy incontra il generale Curtis LeMay e i piloti da ricognizione che hanno volato nelle missioni cubane. Il terzo da sinistra è il maggiore Richard Heyser, l'autore delle foto in cui sono stati identificati per la prima volta i missili a Cuba.

Il 15 ottobre, il National Photographic Interpretation Center (NPIC) della CIA esaminò le fotografie scattate da Heyser, identificando la presenza di missili balistici a medio raggio. L'identificazione fu resa possibile in parte grazie alle informazioni fornite da Oleg Vladimirovič Pen'kovskij, un agente doppiogiochista del GRU sovietico che lavora per la CIA e l'MI6: sebbene non avesse fornito rapporti diretti sullo schieramento dei missili sovietici a Cuba, i dettagli tecnici delle installazioni missilistiche sovietiche giunte in occidente tramite Pen'kovskij, nei mesi e negli anni precedenti alla crisi, aiutarono gli analisti dell'NPIC a identificare correttamente i missili nelle fotografie.
La sera stessa la CIA informò il Dipartimento di Stato e, alle 20:30, il consigliere per la sicurezza nazionale Bundy; questi scelse di aspettare fino al mattino successivo per comunicare l'informazione al presidente Kennedy, mentre il segretario della difesa McNamara venne informato intorno a mezzanotte. La mattina del 16 ottobre Bundy incontrò Kennedy e gli mostrò le fotografie scattate durante il volo dell'U-2, riferendogli l'interpretazione fornita dalla CIA. Convinto che questi missili potessero rappresentare una seria minaccia agli Stati Uniti, il presidente informò della situazione anche il fratello Robert, all'epoca procuratore generale e, nel tardo pomeriggio dello stesso giorno, convocò una riunione invitando nove membri del Consiglio di sicurezza nazionale e altri cinque consiglieri chiave; venne creato un organo decisionale che successivamente prenderà il nome ufficiale di "Executive Committee of the National Security Council" (EXCOMM). Senza informare i membri del comitato, il presidente Kennedy registrò tramite un microfono nascosto tutti i loro incontri; tali registrazioni vennero successivamente trascritte e rese pubbliche, rappresentando una delle fonti più importanti per la ricostruzione della crisi. Kennedy, inoltre, diede ordine di intensificare la sorveglianza aerea su Cuba e di mantenere segreti gli eventi al pubblico, tanto che i movimenti dei membri dell'EXCOMM e le loro riunioni avvennero in modo da non destare sospetti nei giornalisti.
Tra il 17 e il 19 ottobre gli U-2 tornarono a sorvolare Cuba per 17 volte, ad un ritmo tale da rendere difficoltoso l'approvvigionamento della pellicola fotografica. I ricognitori individuarono un totale di sei postazioni di lancio per missili R-12 con 24 lanciatori e tre per missili R-14 con 12 lanciatori, in varie fasi di completamento, oltre a tre postazioni per missili antinave P-15, ventisei postazioni per missili antiaerei S-75 con sei lanciatori ciascuna, 12 motocannoniere missilistiche classe Komar equipaggiate ciascuna con una coppia di lanciatori per missili P-15, e componenti per l'assemblaggio di 22 bombardieri Il-28. Venne inoltre individuato il sito di un possibile deposito per le testate nucleari sovietiche e, per quanto non vi fossero conferme della presenza delle testate stesse, l'EXCOMM diede prudentemente per scontato che esse fossero già in posizione.

### Analisi delle possibili opzioni

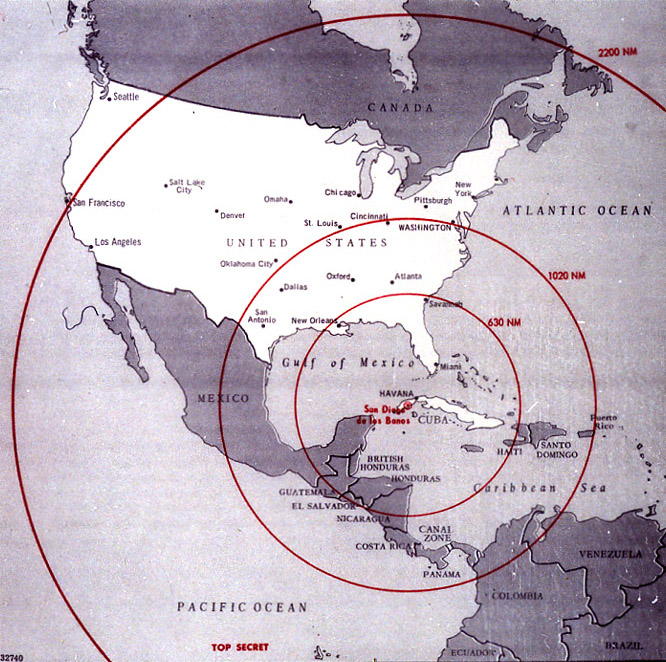
Raggio d'azione dei missili R-14 (circonferenza più grande), R-12 (circonferenza intermedia) e dei bombardieri Il-28 (circonferenza più piccola) dispiegati a Cuba

Dopo che furono mostrate le prove fotografiche dei lavori per l'installazione della rampe di lancio a San Cristóbal durante la prima riunione dell'EXCOMM, si proseguì con la valutazione delle possibili linee d'azione. Poiché fino a poco tempo prima i servizi di intelligence avevano escluso la possibilità di un dispiegamento di missili nucleari a Cuba, gli Stati Uniti non disponevano sul momento di un piano per gestire la situazione e quindi si procedette col vagliare tutte le possibilità:
- Non fare nulla: la vulnerabilità statunitense rispetto ai missili sovietici non era una novità.
- Diplomazia: ricorrere alla pressione diplomatica per convincere l'Unione Sovietica a rimuovere i missili.
- Approccio segreto: offrire a Castro la scelta tra rompere i rapporti con i sovietici o essere invaso.
- Invasione: invasione completa di Cuba e rovesciamento di Castro.
- Attacco aereo: utilizzo delle forze aeree statunitensi per attaccare tutti i siti missilistici conosciuti.
- Blocco: utilizzo delle forze navali statunitensi per impedire a qualsiasi missile di giungere sull'isola.

Tutti i presenti concordarono che i missili dovevano, in un modo o in un altro, essere eliminati e dopo i primi dibattiti sembrò prevalere l'ipotesi di un attacco aereo sulle basi in costruzione, considerato un'azione legittima. I missili rappresentavano un considerevole pericolo: gli R-12 avevano gittata sufficiente per colpire Washington, varie popolose città degli Stati Uniti sud-orientali, tre importanti basi navali, 18 basi di bombardieri nucleari dello Strategic Air Command e una base di missili intercontinentali; gli R-14 potevano colpire quasi l'intera estensione degli Stati Uniti d'America contigui. I missili apparivano come perfette armi per un attacco di decapitazione rivolto alla dirigenza statunitense: i principali sistemi di avvistamento statunitensi contro i missili balistici erano rivolti a nord verso l'Artide e a est verso l'Europa, non a sud verso Cuba, e in ogni caso ai missili occorrevano solo tre o quattro minuti per arrivare sui loro bersagli, troppo poco per mettere al sicuro i vertici governativi di Washington.
Il capo dello stato maggiore congiunto, il generale Maxwell Taylor, si disse tuttavia dubbioso circa la riuscita di un bombardamento aereo di precisione limitato ai soli missili nucleari sovietici: non c'era garanzia che le forze statunitensi potessero eliminarli tutti in un colpo solo e, subito dopo l'attacco, i missili superstiti sarebbero stati lanciati o nascosti vanificando l'opportunità di distruggerli. La completa distruzione dei missili poteva avvenire solo nel quadro di una più ampia campagna di attacchi aerei, della durata di cinque giorni, comprendente anche vari altri obiettivi come le basi dei caccia intercettori sovietici e cubani, le postazioni antiaeree, i depositi di munizioni e carburante e i centri di comando e controllo. A questa azione generalizzata sarebbe stato molto probabilmente necessario far seguire un'invasione di tutta l'isola da parte delle forze terrestri statunitensi, comportando certamente alte perdite anche di personale sovietico. A fronte di ciò l'interrogativo si spostò sulle possibili risposte da parte di Mosca e, a tal proposito, McNamara mise in guardia i presenti circa possibili azioni sovietiche a Berlino ma anche in altre parti del mondo come Iran e Corea. Sulla stessa linea, il segretario di Stato Dean Rusk paventò possibili reazioni all'attacco da parte dei partiti comunisti dell'America Latina, che avrebbero potuto cogliere l'occasione per rovesciare alcuni governi amici degli Stati Uniti. Inoltre, il rischio di azioni ostili sovietiche su paesi NATO senza che questi fossero stati preventivamente informati della situazione avrebbe potuto - ragionò Rusk - mettere in seria crisi l'alleanza atlantica.
Oltre che sulle possibili azioni, le discussioni vertevano anche sul reale significato dello schieramento dei missili. La maggior parte dei membri dell'EXCOMM concordò che il loro schieramento non avesse un valore strategico così determinante nell'equilibrio militare, ma che avrebbero influenzato invece l'equilibrio politico: meno di un mese prima, infatti, Kennedy aveva promesso esplicitamente al popolo statunitense che «se Cuba avesse avuto la capacità di compiere azioni offensive contro gli Stati Uniti... gli Stati Uniti avrebbero agito». La credibilità del governo statunitense tra i suoi alleati e rispetto al suo popolo sarebbe uscita fortemente danneggiata se l'Unione Sovietica, dispiegando missili a Cuba, avesse dato prova di poter correggere lo squilibrio strategico con gli Stati Uniti, o anche solo avesse fatto sembrare di poter fare una cosa del genere. Dopo la crisi, Kennedy spiegò che «la cosa avrebbe mutato politicamente l'equilibrio delle forze. O, per lo meno, ne avrebbe avuto l'apparenza, e le apparenze contribuiscono a formare la realtà».

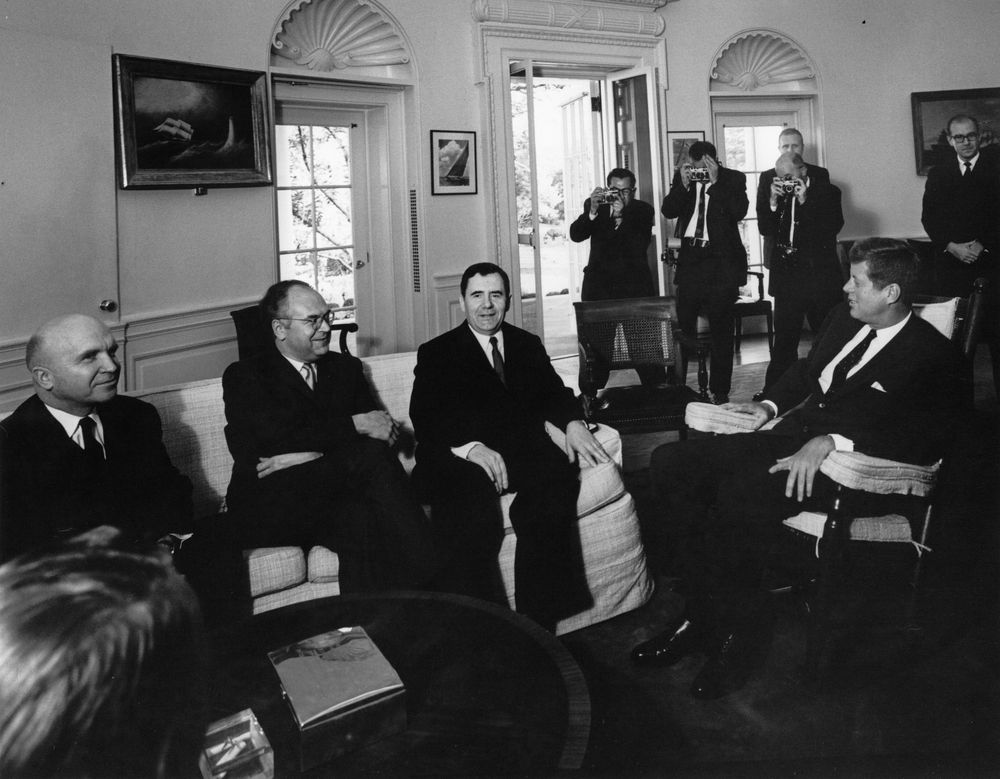
Kennedy e Andrej Gromyko durante l'incontro del 18 ottobre 1962

Il giorno seguente l'EXCOMM tornò a riunirsi e questa volta la linea dell'attacco, prima sostenuta dallo stesso Kennedy, perse vigore per via delle considerazioni sulla probabilità di escalation che questa avrebbe portato con sé. Tra i più scettici verso l'opzione militare vi fu Adlai Stevenson, ambasciatore statunitense alle Nazioni Unite, che propose di esplorare tutte le possibilità negoziali prima di ricorrere a un attacco su Cuba; anche Stevenson, comunque, riconobbe la necessità di non piegarsi a ricatti e intimidazioni da parte dei sovietici. All'opposto Dean Acheson, ex segretario di Stato durante la presidenza Truman, insisteva sulla necessità di un'immediata incursione aerea prima che i missili diventassero completamente operativi; Rusk ribadì invece il pericolo di ripercussioni internazionali nei paesi sudamericani e a Berlino.
Il 18 ottobre Kennedy incontrò, come da tempo previsto, il ministro degli esteri sovietico Gromyko alla Casa Bianca. Durante il colloquio Gromyko ribadì come non vi era alcuna intenzione da parte sovietica di installare missili balistici a Cuba e che le armi presenti fossero solo a scopo difensivo; non volendo esporre ciò che già sapeva, Kennedy dal canto suo non rivelò di essere a conoscenza della presenza dei missili. Gromyko, in quel momento pienamente consapevole dell'approntamento delle rampe missilistiche, portò invece il discorso sull'imminente viaggio di Chruščëv negli Stati Uniti previsto per il mese successivo, occasione nella quale si sarebbe tornati a parlare della situazione di Berlino. Successivamente il ministro sovietico spedì a Mosca un rapporto molto ottimistico sui risultati della riunione, assicurando che difficilmente gli Stati Uniti sarebbero intervenuti a Cuba.

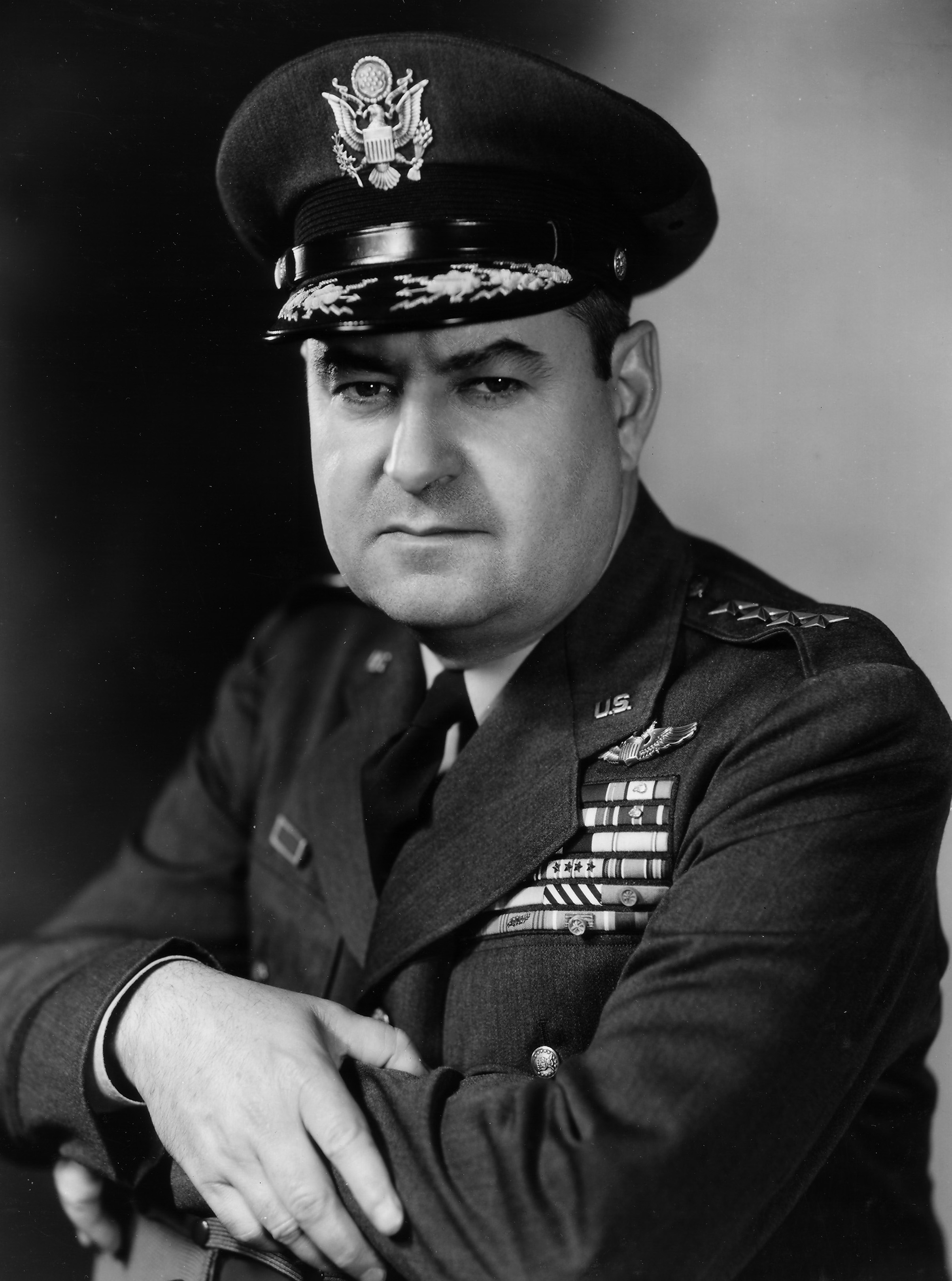
Il generale Curtis LeMay, forte sostenitore di un attacco contro Cuba

Il 19 ottobre vi fu un importante incontro tra Kennedy e i Capi di stato maggiore congiunti, nel quale furono esaminate le opzioni militari per risolvere il problema dei missili. Lo stato maggiore congiunto aveva elaborato fin dal 1959 un piano di contingenza per un'invasione statunitense di Cuba, sotto la designazione di "OPLAN 312-62": agli attacchi aerei dei velivoli statunitensi, sia di base a terra sia su portaerei, avrebbe fatto seguito la creazione di una testa di ponte nella zona di Mariel, tramite il lancio a sud della città di due divisioni di paracadutisti e lo sbarco dal mare a ovest di una divisione di marine appoggiata da reparti corazzati; una volta che il porto fosse stato in mano agli statunitensi, altre due divisioni di fanteria sarebbero sbarcate per completare l'occupazione dell'isola. Il totale dei militari coinvolti avrebbe toccato i 110000 uomini. I capi di stato maggiore convennero all'unanimità che un attacco e un'invasione su vasta scala fossero l'unica soluzione adottabile in quanto la presenza dei missili alterava l'equilibrio strategico, e sostennero che i sovietici non avrebbero risposto all'invasione statunitense di Cuba; Kennedy tuttavia fu scettico su questa previsione asserendo che «loro, non più di noi, non possono lasciar passare queste cose senza fare qualcosa. Non possono, dopo tutte le loro dichiarazioni, permetterci di eliminare i loro missili, uccidere un sacco di russi e poi non fare nulla. Se non agiscono a Cuba, lo faranno sicuramente a Berlino». Il generale LeMay rispose facendo ulteriori pressioni per un intervento armato immediato mentre il generale Taylor ragionò sulla sicura perdita di credibilità se gli Stati Uniti non avessero risposto con vigore alla crisi cubana. Kennedy però si era convinto che un attacco aereo avrebbe fornito ai sovietici «una linea chiara» per conquistare Berlino; inoltre il presidente sottolineò come probabilmente gli alleati avrebbero ritenuto gli Stati Uniti un «cowboy dal grilletto facile», che aveva perso Berlino perché non poteva risolvere pacificamente la situazione a Cuba.

### Decisione del blocco e discorso alla nazione del 22 ottobre

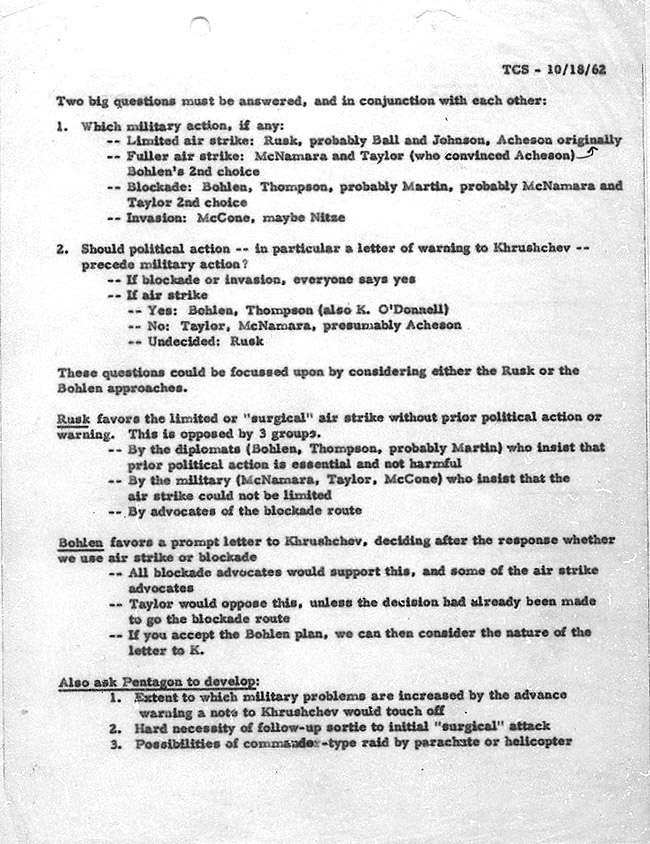
Memorandum del 18 ottobre dell'Assistente Speciale del Presidente Ted Sorensen per Kennedy in cui si analizzano le due opzioni rimaste: attacco o blocco.

Il 20 ottobre le opzioni al vaglio dell'EXCOMM si erano ridotte a due: un attacco aereo incentrato principalmente contro le basi missilistiche cubane o un blocco navale dell'isola per evitare l'arrivo di forniture militari. L'ipotesi di un'invasione su vasta scala fu temporaneamente accantonata, mentre McNamara, Robert Kennedy e Rusk appoggiarono il blocco navale in quanto azione militare forte ma allo stesso tempo limitata, e che avrebbe lasciato il controllo della crisi agli Stati Uniti. Tuttavia, riserve sul blocco continuarono a essere espresse per tutta la giornata: la preoccupazione principale era che, una volta che il blocco fosse entrato in vigore, i sovietici si sarebbero affrettati ad attivare alcuni dei missili già schierati, portando di conseguenza gli Stati Uniti a bombardare missili già operativi se il blocco non fosse riuscito a convincere Chruščëv a desistere dalle sue intenzioni. La soluzione militare era invece preferita dallo stato maggiore congiunto, da Achenson e da Bundy. Dopo alcune ore di discussione la maggioranza dell'EXCOMM virò verso l'ipotesi del blocco e anche lo stesso presidente ne fu convinto, poiché essa rappresentava l'unica ipotesi «compatibile con i nostri principi».
Ritenendo che il termine "blocco" potesse rappresentare un problema, perché secondo il diritto internazionale il blocco navale è un atto di guerra, si preferì su suggerimento di Rusk utilizzare il termine "quarantena". Inoltre, esperti legali del Dipartimento di Stato e del Dipartimento di Giustizia consigliarono di dare una legittimità giuridica al blocco ottenendo una risoluzione favorevole a esso da parte dell'Organizzazione degli Stati americani (OSA) sulla base del trattato interamericano di assistenza reciproca. Il 21 ottobre venne quindi trascorso in gran parte a redigere il discorso che Kennedy si apprestava a fare alla nazione, per informarla degli eventi e annunciare le azioni che da lì a poco sarebbero state intraprese nei confronti di Cuba.
Il giorno successivo, alcune ore prima che Kennedy comparisse in televisione, l'ambasciatore statunitense a Mosca Foy Kohler informò Chruščëv sull'imminente blocco e sul discorso in programma per la sera stessa. Gli ambasciatori statunitensi fecero lo stesso con i governi degli Stati non appartenenti al blocco orientale: delegazioni statunitensi incontrarono il primo ministro canadese John Diefenbaker, il primo ministro britannico Harold Macmillan, il cancelliere della Germania occidentale Konrad Adenauer, il presidente francese Charles de Gaulle e il segretario generale dell'Organizzazione degli Stati americani José Antonio Mora, per informarli sulle informazioni in possesso circa i missili e sulla risposta che gli Stati Uniti intendevano intraprendere. Tutti i governi occidentali informati si dissero favorevoli alla posizione statunitense, anche se vi furono critiche per non aver informato preventivamente i membri della NATO.

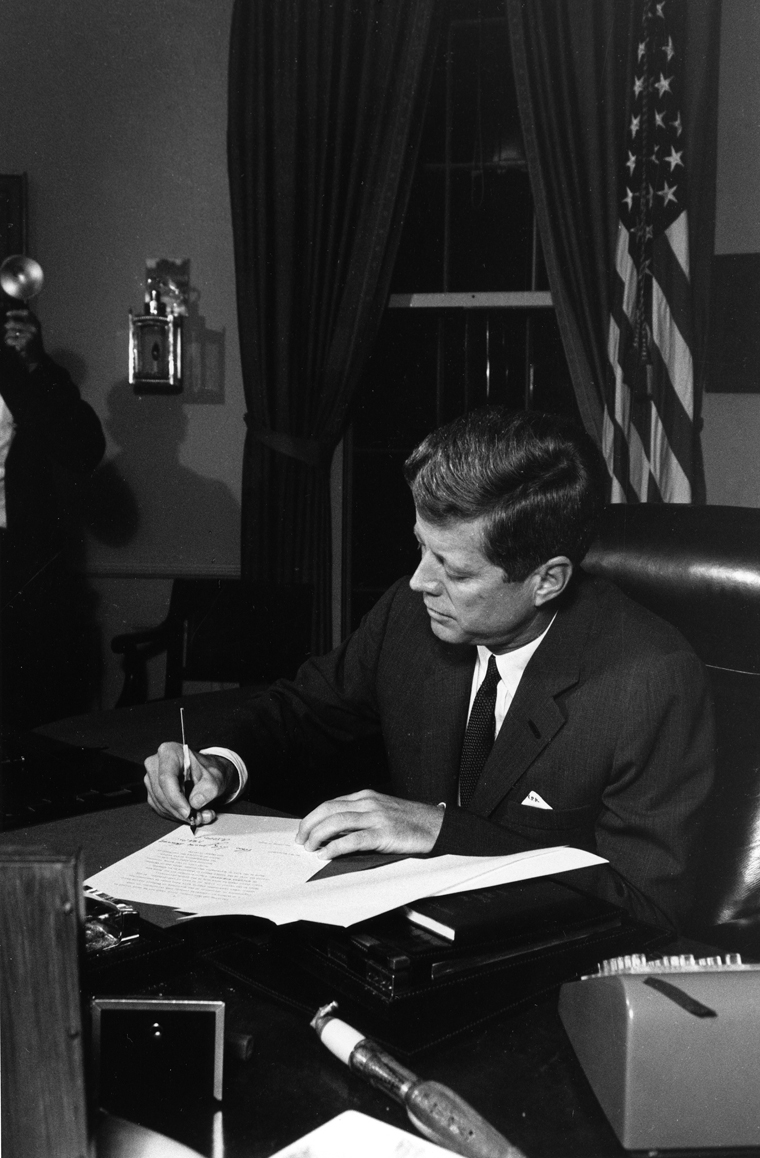
23 ottobre 1962: il presidente Kennedy firma nello Studio Ovale l'atto con cui viene istituita la "quarantena" su Cuba per prevenire l'invio di armi

Poco prima dell'inizio della diretta televisiva, Kennedy telefonò anche all'ex presidente Eisenhower. La trascrizione della conversazione rivelò che i due si erano già consultati dallo scoppio della crisi: entrambi concordarono che Chruščëv avrebbe adottato una posizione analoga a quella manifestata durante la crisi di Suez e, forse, avrebbe finito per chiedere uno scambio tra la rimozione dei missili e la cessione di Berlino Ovest.
Alle 19:00 del 22 ottobre Kennedy pronunciò un discorso alla nazione, trasmesso su tutte le principali reti televisive e radiofoniche statunitensi, in cui annunciò la scoperta dei missili. L'autore del discorso, l'assistente speciale del presidente Ted Sorensen, dichiarò nel 2007 che quello fu «il discorso storicamente più importante di Kennedy, in termini di impatto sul nostro pianeta». In uno dei passaggi Kennedy dichiarò:
Inoltre descrisse le azioni pianificate dall'amministrazione:
Durante il discorso venne inviata una direttiva a tutte le forze statunitensi nel mondo ponendole sul livello di allerta DEFCON 3: il personale addetto ai missili intercontinentali passò in stato d'allerta e i sottomarini lanciamissili balistici già in navigazione in mare aperto si diressero verso le zone di lancio preassegnate. Lo Strategic Air Command aumentò il numero di bombardieri Boeing B-52 Stratofortress in allerta in volo, pronti ad attaccare obiettivi in territorio nemico con le armi nucleari imbarcate; altri 180 bombardieri Boeing B-47 Stratojet equipaggiati con bombe atomiche furono sparpagliati in più di 30 aeroporti statunitensi, in modo da ridurne la vulnerabilità rispetto ad attacchi preventivi dei sovietici. Come gesto di distensione, tuttavia, i reparti aerei statunitensi schierati in Europa furono mantenuti a DEFCON 5, il livello di allerta minimo del tempo di pace. Le ricognizioni aeree su Cuba vennero ulteriormente incrementate: il 23 ottobre velivoli Vought F-8 Crusader della Marina iniziarono voli fotografici a bassa quota ed alta velocità sopra svariati obiettivi da attaccare in caso di invasione, seguiti il 26 ottobre dai ricognitori McDonnell F-101 Voodoo dell'Aeronautica.

### Reazioni internazionali e sovietiche

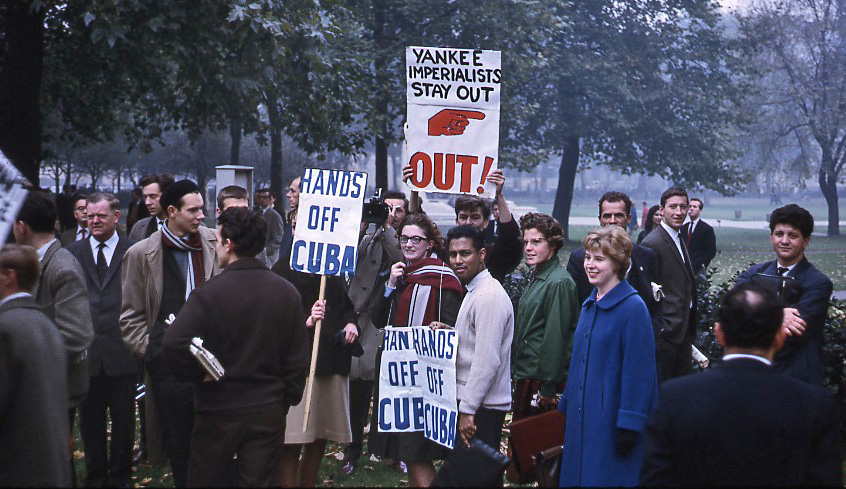
Proteste contro gli Stati Uniti ad Hyde Park a Londra

Appena seppe dell'imminente discorso di Kennedy, Chruščëv convocò una riunione di emergenza del Presidium al Cremlino; la riunione si svolse quattro ore prima che il presidente statunitense comparisse in televisione e quindi prima ancora di conoscere il tenore del suo discorso. Preoccupato che Kennedy fosse intenzionato a comunicare alla nazione la prossima invasione di Cuba, Chruščëv iniziò a valutare le possibili contro azioni, e in particolare se autorizzare o meno le proprie truppe sull'isola a respingere l'attacco statunitense mediante le armi nucleari tattiche in loro possesso e di cui le forze statunitensi non conoscevano con precisione l'esistenza. Dopo momenti di indecisione, il segretario generale del PCUS decise di ordinare ai militari di stanza a Cuba di difendersi con ogni mezzo ad eccezione delle armi nucleari. Quando il testo del discorso giunse a Mosca, si rese chiaro che per il momento la temuta invasione non ci sarebbe stata e quindi la riunione venne sciolta senza decidere alcuna azione di risposta alla "quarantena" di Cuba.

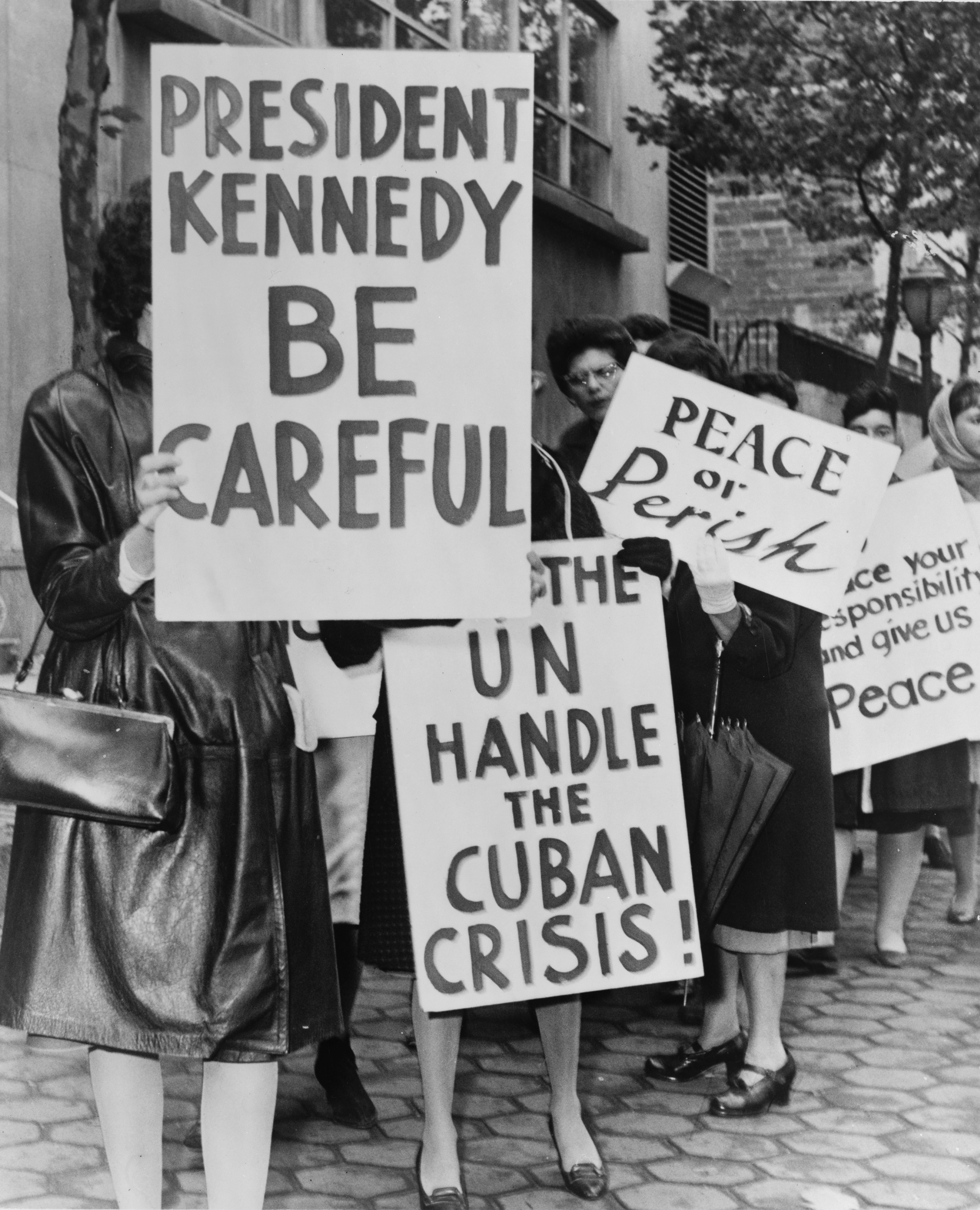
Una dimostrazione pacifista negli Stati Uniti durante i giorni della crisi di Cuba

Nelle ore e nei giorni successivi al discorso di Kennedy si susseguirono in tutto il mondo le più diverse reazioni. In Cina il Quotidiano del Popolo annunciò che «650000000 di uomini e donne cinesi erano al fianco del popolo cubano». Nella Germania Ovest, i giornali sostennero la risposta degli Stati Uniti contrapponendola alla debolezza dimostrata nei mesi precedenti, ma espressero anche il timore che i sovietici potessero vendicarsi su Berlino. In Francia la crisi monopolizzò la prima pagina di tutti i quotidiani: il giorno successivo al discorso di Kennedy un editoriale apparso su Le Monde espresse dubbi sull'autenticità delle prove fotografiche della CIA, ma due giorni dopo, dopo la visita di un agente di alto rango dell'agenzia, il giornale cambiò idea. Sul numero del 29 ottobre de Le Figaro, Raymond Aron si schierò a sostegno della risposta statunitense. Il 24 ottobre Papa Giovanni XXIII inviò un messaggio al Cremlino tramite l'ambasciata sovietica a Roma, esprimendo la sua preoccupazione per la pace; nel testo del messaggio, poi trasmesso dalla Radio Vaticana il successivo 25 ottobre, si affermava: «Preghiamo tutti i governi di non rimanere sordi a questo grido dell'umanità. Che facciano tutto ciò che è in loro potere per salvare la pace». Critiche alla "quarantena" vennero dai governi dei paesi del Patto di Varsavia, dalla Cina, dalla Corea del Nord, dal Vietnam del Nord e da alcuni paesi non allineati. Giappone, Australia e Nuova Zelanda supportarono invece la scelta di Kennedy.
Il 23 ottobre l'Organizzazione degli Stati Americani, con venti voti favorevoli e nessun contrario, approvò la proposta statunitense. Kennedy firmò quindi davanti alle telecamere l'atto con cui veniva istituita la quarantena di Cuba a partire dal giorno successivo.

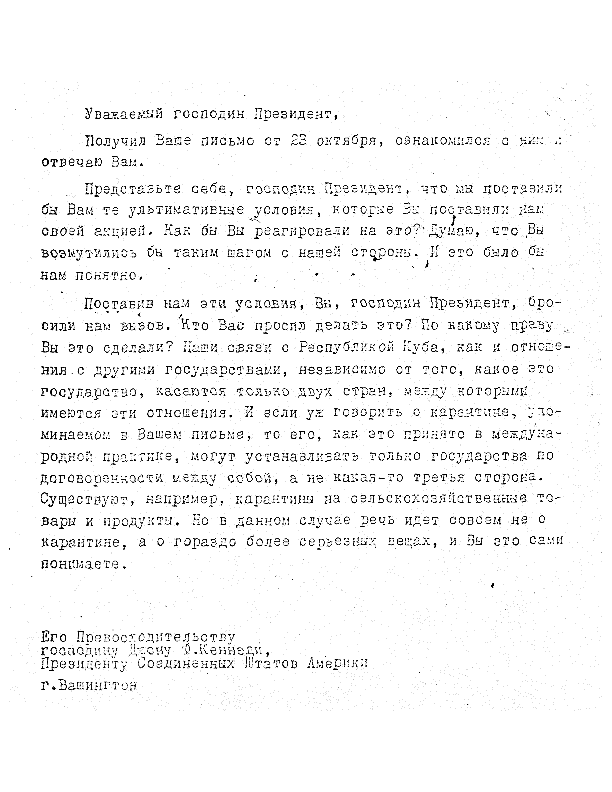
La risposta di Chruščëv al discorso di Kennedy data 24 ottobre

Il 24 ottobre giunse a Washington la risposta sovietica al discorso del presidente, nella forma di una lettera privata e di un comunicato stampa: entrambi dal tenore critico ma, come fece notare l'ambasciatore statunitense a Mosca Kohler, che «evitavano minacce specifiche» e che erano «moderati nel tono». In esse si annunciava l'ordine dato alle forze militari del Patto di Varsavia di alzare il livello di allerta, nonché l'intenzione di rispondere con una forte rappresaglia nel caso in cui gli Stati Uniti avessero iniziato un conflitto. Inoltre gli statunitensi vennero accusati di «aver apertamente preso la via della grossolana violazione della Carta delle Nazioni Unite [e] delle norme internazionali sulla libertà di navigazione in alto mare», specificando che il materiale militare inviato a Cuba «a prescindere dalla classificazione a cui appartiene» avesse funzioni solamente difensive. La missiva si concluse ammonendo gli Stati Unti a non compiere azioni che avrebbero potuto «portare a conseguenze catastrofiche per la pace nel mondo». La risposta di Kennedy fu immediata: il presidente protestò con Chruščëv, asserendo che la situazione che si era venuta a creare fosse dovuta alla sua decisione di installare missili a Cuba e invitandolo a dare disposizioni celeri alle sue navi affinché osservassero le disposizioni della quarantena.
Non tardarono ad arrivare anche le reazioni da Cuba dove, già alcuni minuti prima del discorso di Kennedy, Castro aveva ordinato il richiamo dei riservisti. Quella sera, il líder máximo comparve in televisione per circa un'ora e mezza, accusando gli Stati Uniti delle aggressioni già perpetrate nei confronti di Cuba e asserendo che i cubani non fossero «sovrani a parole ma nei fatti, e in accordo alla nostra tradizione di stato sovrano, per toglierci la nostra sovranità dovranno spazzarci via dalla faccia della terra». Abilmente Castro fece passare la crisi come un confronto «tra il gigante aggressivo nordamericano e la piccola Cuba minacciata», nascondendo il fatto che in realtà il confronto fosse tra Stati Uniti e Unione Sovietica e che l'isola fosse soltanto «poco più che il campo di battaglia».
Il 24 ottobre, alle 11:24, George Wildman Ball informò con un cablogramma gli ambasciatori degli Stati Uniti in Turchia e alla NATO che la dirigenza statunitense stava valutando la possibilità di offrire lo smantellamento dei missili Jupiter statunitensi, dispiegati in Italia e in Turchia, in cambio del ritiro dei missili sovietici da Cuba. I funzionari turchi risposero negativamente, affermando che avrebbero «profondamente risentito» qualsiasi compromesso che avesse coinvolto la presenza missilistica statunitense nel loro paese. Al contrario, il governo italiano si era già detto favorevole a un ritiro dei missili e alla loro sostituzione con mezzi più sicuri e adeguati, una posizione nota da tempo alla dirigenza statunitense. Il giorno successivo l'autorevole giornalista statunitense Walter Lippmann propose la stessa soluzione in un suo editoriale. Nello stesso momento, Castro raffermò il diritto di Cuba all'autodifesa e affermò che tutte le sue armi erano difensive e che non avrebbe acconsentito a una loro ispezione.

### 24 ottobre: l'avvio della quarantena

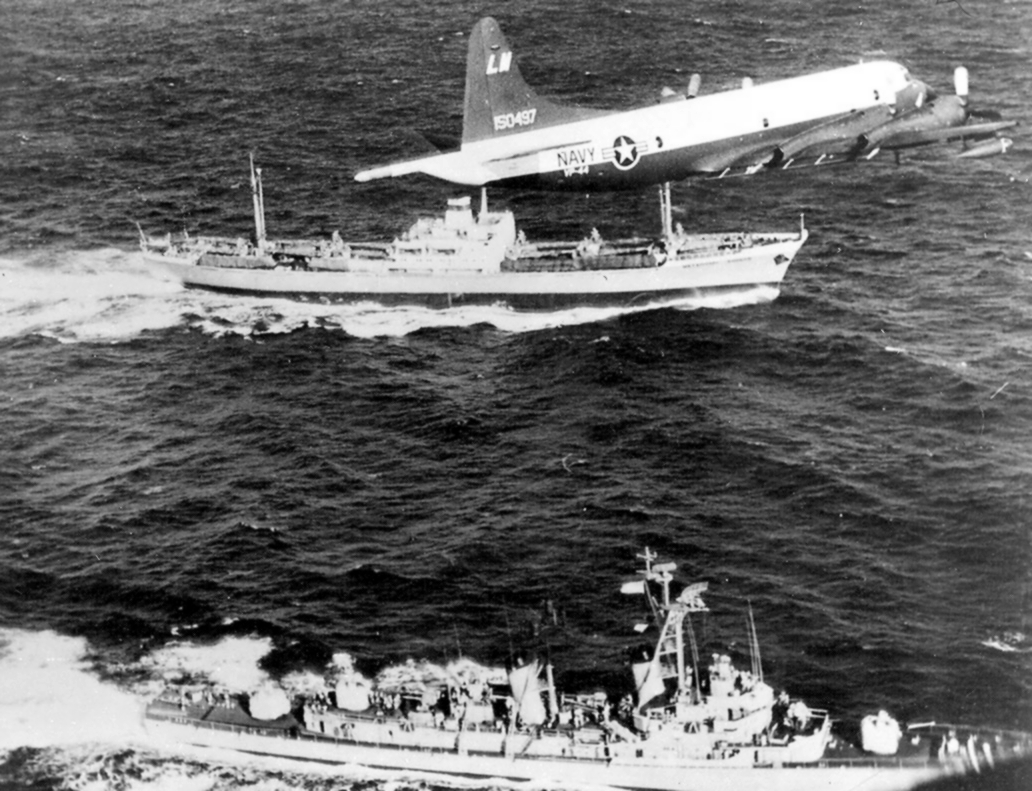
Un aereo da ricognizione e un cacciatorpediniere statunitensi affiancano un mercantile sovietico durante le operazioni di blocco

Il 24 ottobre, alle ore 10:00, la quarantena entrò in vigore. L'area soggetta alla quarantena era racchiusa da un doppio arco di circonferenza, incentrata su Punta Maisí (l'estremità più orientale di Cuba) e con un raggio di 500 miglia, e comprendeva un'ampia porzione del Mar dei Sargassi a partire dalla costa della Georgia fino alle Isole Vergini Americane. Il complesso delle forze navali statunitensi impegnate nell'operazione era rappresentato dalla Task Force 136 (TF 136) agli ordini dell'ammiraglio Alfred G. Ward, comprendente quattro gruppi navali: un gruppo di comando con l'incrociatore USS Newport News (nave di bandiera di Ward) e due cacciatorpediniere; un gruppo destinato alle ispezioni composto dall'incrociatore USS Canberra e 13 cacciatorpediniere; un gruppo anti-sommergibili con le portaerei USS Essex e USS Randolph e sette cacciatorpediniere; e un gruppo di rifornimento con tre navi ausiliarie e due cacciatorpediniere. Una seconda task force (TF 135), incentrata sui due gruppi navali delle portaerei USS Independence e USS Enterprise con le rispettive scorte di incrociatori e cacciatorpediniere, forniva copertura a distanza.
Le regole d'ingaggio prevedevano di avvicinarsi al mercantile da bloccare tenendosi a distanza per evitare eventuali manovre di speronamento, e intimargli (tramite bandiere, segnalazioni luminose e altoparlanti) di fermarsi o cambiare rotta; se il mercantile non avesse obbedito le unità statunitensi avrebbero prima sparato colpi d'avvertimento davanti alla prua e poi, qualora questi non avessero sortito effetto, avrebbero costretto la nave a fermarsi colpendo le parti vitali, ma evitando il più possibile di danneggiare l'equipaggio. Qualora il mercantile si fosse fermato, un gruppo di ispettori statunitensi sarebbe salito a bordo e avrebbe esaminato il carico per verificare che non contenesse materiali vietati; se il gruppo di ispezione fosse stato attaccato le unità statunitensi dovevano rispondere al fuoco e affondare il mercantile; se l'ispezione avesse richiesto esami più approfonditi il mercantile doveva essere condotto, eventualmente traendo in arresto l'equipaggio, nei porti statunitensi di San Juan, Fort Lauderdale o Charleston. In ogni caso, Kennedy si riservò la decisione finale su quale mercantile fermare e ispezionare e quale mercantile lasciare invece libero di proseguire. Qualora le unità statunitensi avessero rilevato sottomarini sovietici in immersione nella zona di quarantena, doveva essere comunicato loro di emergere facendo esplodere a distanza di sicurezza una bomba di profondità da esercitazione; questa procedura fu comunicata preventivamente a Mosca, in modo che ne fosse data notizia ai comandanti dei sottomarini stessi.
Al momento dell'entrata in vigore della quarantena vi erano 26 mercantili, battenti bandiera sovietica o del blocco orientale, in navigazione nell'Atlantico verso Cuba. Cinque di essi (tra cui l'Aleksandrovsk, con a bordo testate nucleari) erano a poche ore di navigazione dall'isola e procedettero con la loro rotta, perché ormai impossibili da intercettare per gli statunitensi; gli altri tuttavia iniziarono ben presto a cambiare rotta o rallentare l'andatura, tanto che a otto ore dall'avvio della quarantena divenne evidente che buona parte di essi non avrebbe tentato di varcare la linea di demarcazione tracciata dagli Stati Uniti. La mattina del 25 ottobre il gruppo navale della portaerei Essex stabilì un contatto con la petroliera sovietica Bucharest, che seguitava a dirigere su Cuba attraverso la zona di quarantena; Kennedy ordinò tuttavia che la nave venisse seguita senza essere fermata. Quando il cacciatorpediniere USS Gearing si fu avvicinato abbastanza da fotografare il ponte della Bucharest si concluse che essa non conteneva materiale militare, e la petroliera fu lasciata libera di proseguire per Cuba. La mattina del 26 ottobre invece il cacciatorpediniere USS Joseph P. Kennedy Jr. fermò nella zona di quarantena il mercantile libanese Marucla: la nave venne ispezionata e quindi lasciata libera di proseguire, non avendo a bordo alcun materiale vietato.

### Una situazione di stallo

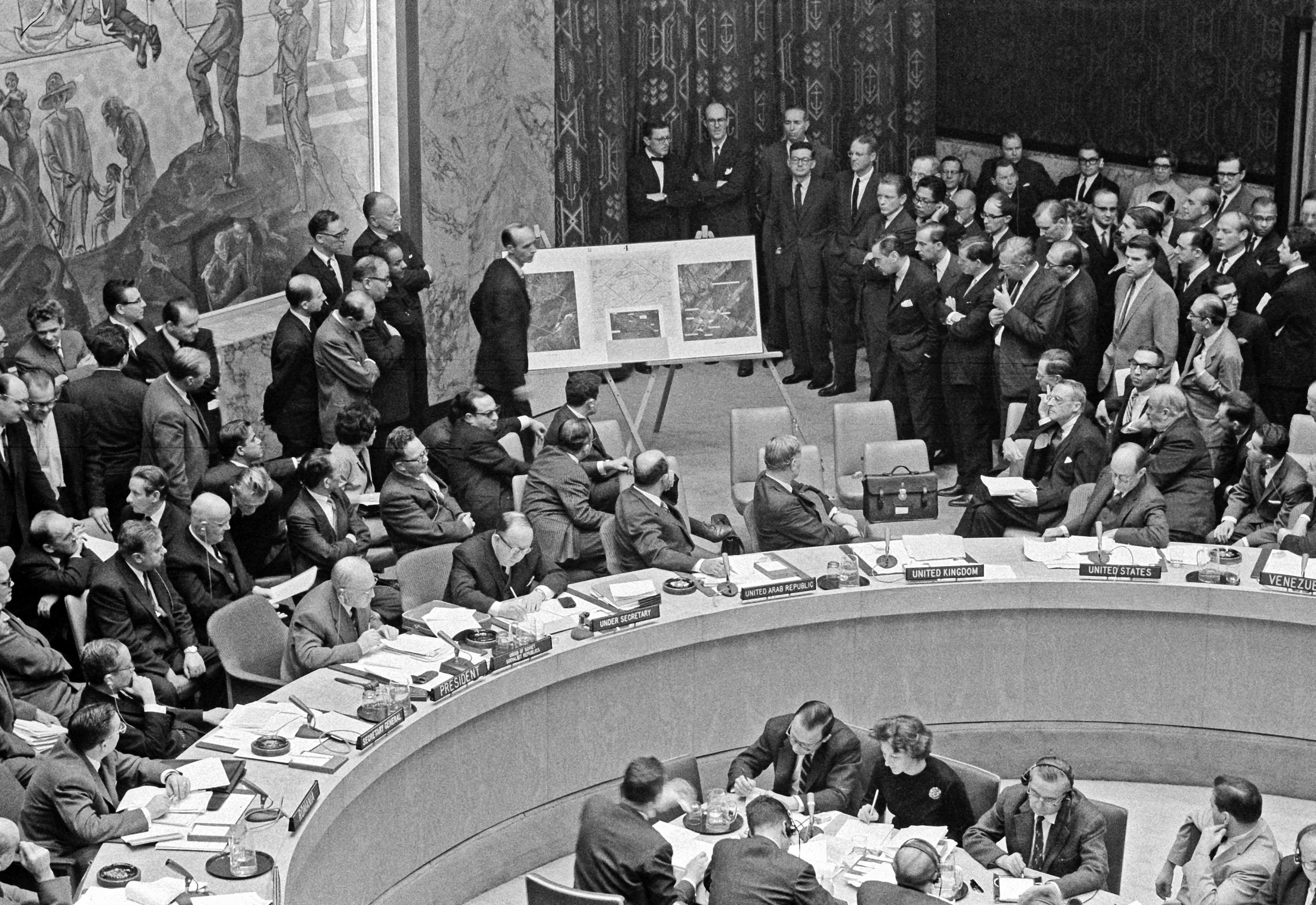
L'ambasciatore statunitense presso le Nazioni Unite Adlai Stevenson mostra all'Assemblea generale le prove fotografiche della presenza dei missili sovietici a Cuba.

Nonostante la volontà sovietica di non forzare la linea di quarantena, apparve sempre più chiaro ai membri dell'EXCOMM che la strategia fino a quel momento adottata non sarebbe stata sufficiente e che un conflitto armato tra le due superpotenze rischiava prima o poi di verificarsi. Poco prima dell'avvio della quarantena, era giunta la notizia che i sovietici stavano lavorando ancora attivamente ai missili, un rapporto successivamente confermato dalla CIA. In risposta, Kennedy emise il Security Action Memorandum 199, con il quale autorizzò il caricamento di armi nucleari sugli aerei posti sotto il comando del SACEUR, che in caso di guerra avevano il compito di effettuare i primi attacchi aerei sull'Unione Sovietica.
Nel frattempo, il 24 ottobre lo Strategic Air Command alzò, per la prima e unica volta nella sua storia, il suo stato di allerta a DEFCON 2; tale ordine giunse dopo un turbolento scambio di comunicazioni tra il Pentagono e la Casa Bianca, tanto che McNamara affermò in seguito di non essere stato informato della decisione. Un ottavo dei 1436 bombardieri del SAC fu posto in stato di allerta in volo e circa 145 missili balistici intercontinentali vennero approntati per essere lanciati, alcuni dei quali in direzione di Cuba. Fu inoltre aumentato il livello di allerta dei missili Jupiter dislocati in Italia (ma non quello dei missili in Turchia), in modo che potessero essere lanciati entro 15 minuti dal relativo ordine di lancio.
Conscio di una situazione che poteva degenerare in brevissimo tempo verso una guerra dagli esiti catastrofici, il segretario generale delle Nazioni Unite designato U Thant intervenne chiedendo agli Stati Uniti di sospendere per alcune settimane l'avvio della quarantena e all'Unione Sovietica di fare altrettanto con l'invio delle armi. Il congelamento della situazione avrebbe, negli auspici del segretario, permesso di intavolare negoziati per una soluzione diplomatica della crisi. Per il 25 ottobre gli Stati Uniti avevano richiesto una riunione di emergenza del Consiglio di sicurezza delle Nazioni Unite: in quella sede l'ambasciatore statunitense Adlai Stevenson affrontò l'ambasciatore sovietico Valerian Zorin, sfidandolo ad ammettere l'esistenza dei missili. Zorin si rifiutò di rispondere.
A questo punto, la crisi era apparentemente in una situazione di stallo. I sovietici non avevano mostrato alcuna prova di voler ritirare i missili dall'isola e gli Stati Uniti si apprestavano a sferrare un'invasione e un eventuale attacco nucleare contro l'Unione Sovietica se questa avesse risposto militarmente, cosa che presumevano avrebbe fatto.

### Si aprono le prime trattative

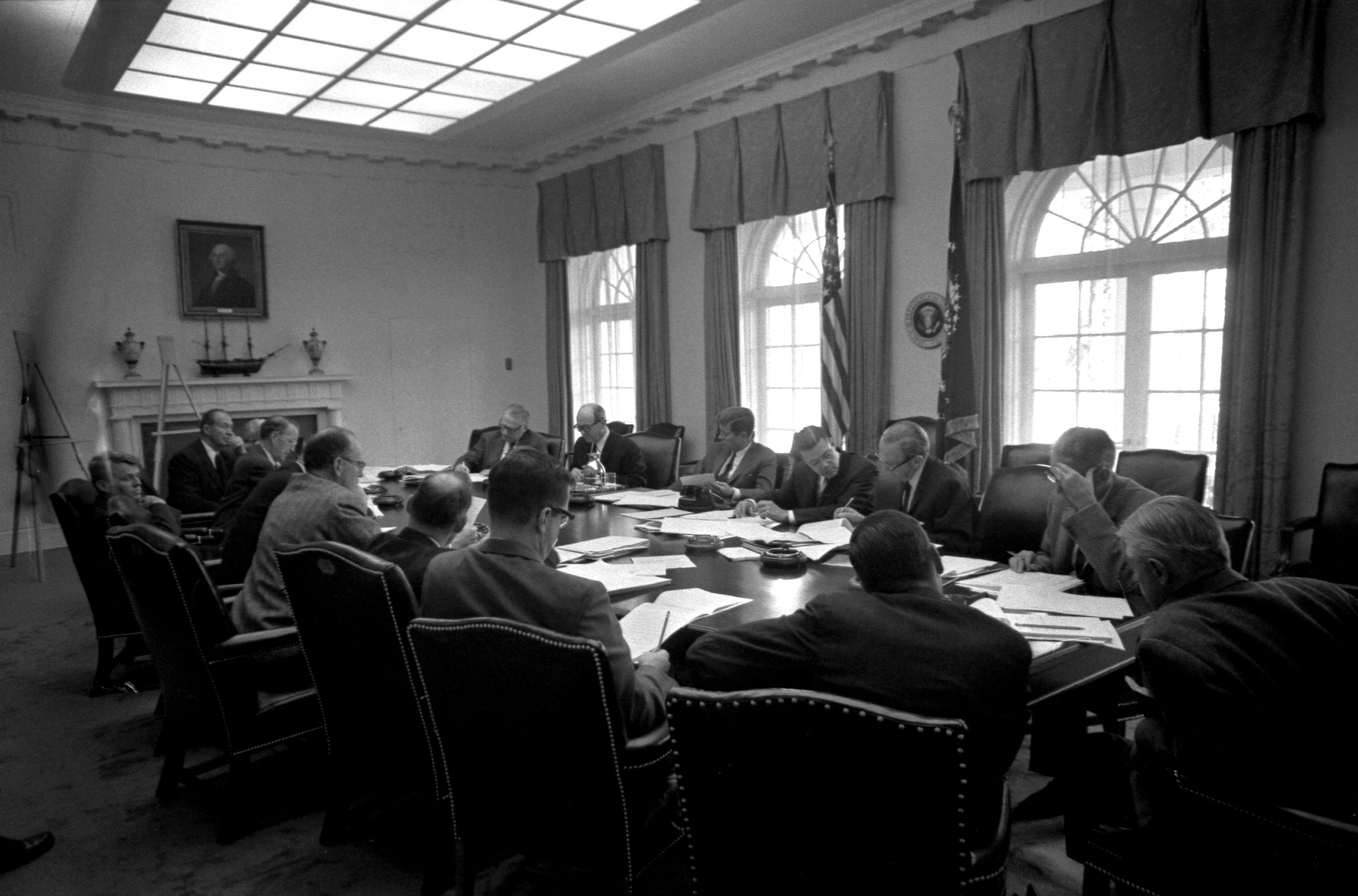
Una riunione dell'EXCOMM, al centro Kennedy.

Alle 13:00 del 26 ottobre John A. Scali, corrispondente di ABC News, pranzò su richiesta di questi con Aleksandr Fomin, nome di copertura di Aleksandr Feklisov, capo della sede del KGB a Washington. Seguendo le istruzioni del Politburo, Fomin osservò che «la guerra sembra sul punto di scoppiare», quindi chiese al suo interlocutore di usare i suoi contatti per parlare con i suoi «amici di alto livello» al Dipartimento di Stato per vedere se gli Stati Uniti sarebbero stati interessati a una soluzione diplomatica. Suggerì, inoltre, che l'accordo avrebbe contenuto una garanzia da parte dell'Unione Sovietica di rimuovere i missili sotto la supervisione delle Nazioni Unite e che Castro avrebbe annunciato pubblicamente che non avrebbe più accettato tali armi; in cambio gli Stati Uniti dovevano dichiarare pubblicamente che non avrebbero invaso Cuba.
Nelle stesso ore sia Kennedy che Chruščëv iniziarono a prendere in seria considerazione l'invito di U Thant a negoziare tramite gli ambasciatori. A Mosca, il segretario del PCUS aveva informato il Presidium circa la sua intenzione di proporre agli statunitensi di ritirare i missili in cambio della garanzia che Cuba non sarebbe stata invasa; Chruščëv affermò agli esponenti sovietici che «questa non è codardia, ma una mossa prudente» e che «in questo modo rafforzeremo Cuba e la salveremo per due o tre anni». L'implicita minaccia di attacchi aerei su Cuba seguiti dall'invasione permise agli Stati Uniti di esercitare una forte pressione sul segretario generale del PCUS, spingendolo verso la ricerca di un compromesso. Durante le ultime fasi della crisi, in particolare, i messaggi del leader sovietico divennero sempre più mal formulati e ambigui, facendo trasparire una certa tensione; secondo Dean Rusk, Chruščëv iniziò a farsi prendere dal panico per le conseguenze del suo stesso piano, consentendo agli Stati Uniti di dominare i negoziati.
Alle 18:00 del 26 ottobre a Washington (le 02:00 del 27 ottobre a Mosca) il Dipartimento di Stato ricevette un messaggio che sembrava essere stato scritto personalmente da Chruščëv; venne sottolineato come nel testo trasparisse una certa «pressione e tensione emotiva», dimostrata dalle numerose correzioni e dalla forma incerta dello scritto. La lunga lettera impiegò diversi minuti per giungere e i traduttori impiegarono diverso tempo per tradurla e trascriverla, in un contesto in cui ogni ora di ritardo poteva compromettere la situazione. Robert Kennedy descrisse la lettera come «molto lunga ed emozionante»: Chruščëv ribadiva lo schema di base per l'accordo che era stato inizialmente riportato a Scali all'inizio della giornata, ovvero il ritiro dei missili in cambio dell'assicurazione statunitense a non invadere Cuba. La missiva del segretario sovietico suscitò reazioni contrastanti tra chi la considerava un passo verso la soluzione della crisi e chi invece continuava a suggerire l'attacco militare non fidandosi della parola di Chruščëv. Poche decine di minuti dopo giunse nello Studio Ovale Scali con la notizia dell'offerta, che venne ascoltata e interpretata come una "preparazione" per l'arrivo della lettera di Chruščëv. La lettera fu quindi considerata ufficiale e accurata, sebbene in seguito si apprese che Fomin avesse quasi certamente agito di propria iniziativa senza un sostegno ufficiale. Alla luce di queste novità Kennedy diede disposizioni perché la lettera venisse analizzata nel dettaglio, poiché, salvo imprevisti, era intenzionato ad accettarne i termini il giorno successivo.

### 27 ottobre:Black Saturday

#### Escalation e nuova proposta di Chruščëv

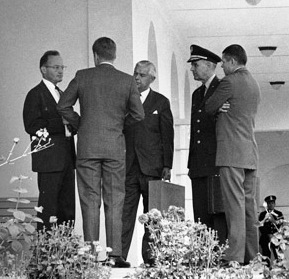
Consiglieri di Kennedy discutono nell'ala ovest della Casa Bianca dopo una riunione dell'EXCOMM

Le aspettative positive maturate con la lettera di Chruščëv naufragarono fragorosamente soltanto poche ore dopo. Come in seguito ricorderà Ted Sorensen, sabato 27 ottobre fu la giornata più buia di tutta la crisi, tanto che verrà ricordata come il Black Saturday. D'altronde già nelle prime ore della mattina a Robert Kennedy era arrivata un'informativa da parte dell'ufficio dell'FBI di New York, che lo avvisava che alcuni funzionari del locale consolato sovietico stavano dando alle fiamme dei documenti come se si stessero preparando per una guerra.
Nel frattempo Fidel Castro, fortemente convinto che un'invasione dell'isola fosse imminente, aveva inviato a Chruščëv un telegramma, oggi conosciuto come la Lettera di Armageddon, con il quale sembrò richiedere un attacco nucleare preventivo contro gli Stati Uniti in caso di inizio delle operazioni contro Cuba. Tra le righe si poté leggere: «Credo che l'aggressività degli imperialisti sia estremamente pericolosa e se effettivamente compissero l'atto brutale di invadere Cuba in violazione del diritto internazionale e della morale, quello sarebbe il momento di eliminare per sempre tale pericolo attraverso un atto di chiara legittima difesa, per quanto dura e terribile sarebbe la soluzione». Il tenore di tale richiesta finì per scioccare lo stesso Chruščëv, come ricordò nelle sue memorie.
Alle 09:00 di quel "Sabato Nero", Radio Mosca iniziò a trasmettere un nuovo messaggio di Chruščëv che, contrariamente alla lettera della sera prima, proponeva uno scambio diverso e più vantaggioso per i sovietici: i missili a Cuba sarebbero stati rimossi non solo a seguito di un'assicurazione sull'inviolabilità dell'isola, ma anche in cambio della rimozione dei missili Jupiter dalla Turchia:
Un'ora dopo l'EXCOMM si riunì per discutere la situazione, giungendo alla conclusione che il cambiamento nelle proposte fosse dovuto al dibattito interno tra Chruščëv e altri funzionari del Cremlino più intransigenti, se non addirittura al fatto che Chruščëv fosse stato destituito. Kennedy si rese conto che la posizione degli Stati Uniti era difficile. I missili Jupiter erano armi ormai obsolete, non erano più considerati militarmente utili ed era già stata programmata la loro rimozione a breve; pertanto, osservò il presidente, «per qualsiasi uomo alle Nazioni Unite o per qualsiasi altro uomo razionale, sarebbe sembrato uno scambio molto equo». Tuttavia, per tutta la durata della crisi le autorità turche si erano dette contrarie alla rimozione dei missili e accettare questo scambio avrebbe quindi significato scendere alle condizioni imposte da Mosca andando contro un membro della NATO, quale la Turchia era; tale soluzione avrebbe minato la credibilità degli Stati Uniti e messo a rischio l'alleanza atlantica. A creare ulteriore pressione, la CIA inviò all'EXCOMM un rapporto secondo cui cinque dei sei siti di lancio per missili R-12 erano da considerarsi come ormai operativi con un sesto che lo sarebbe stato dal giorno seguente, consentendo il lancio di 24 missili entro sei-otto ore dall'ordine e un secondo lancio entro quattro-sei ore dal primo; i due siti di lancio per missili R-14 non erano ancora operativi ma i lavori su di essi proseguivano, come pure quelli per la costruzione di due complessi di bunker per lo stoccaggio delle testate nucleari.

#### Gli incidenti militari

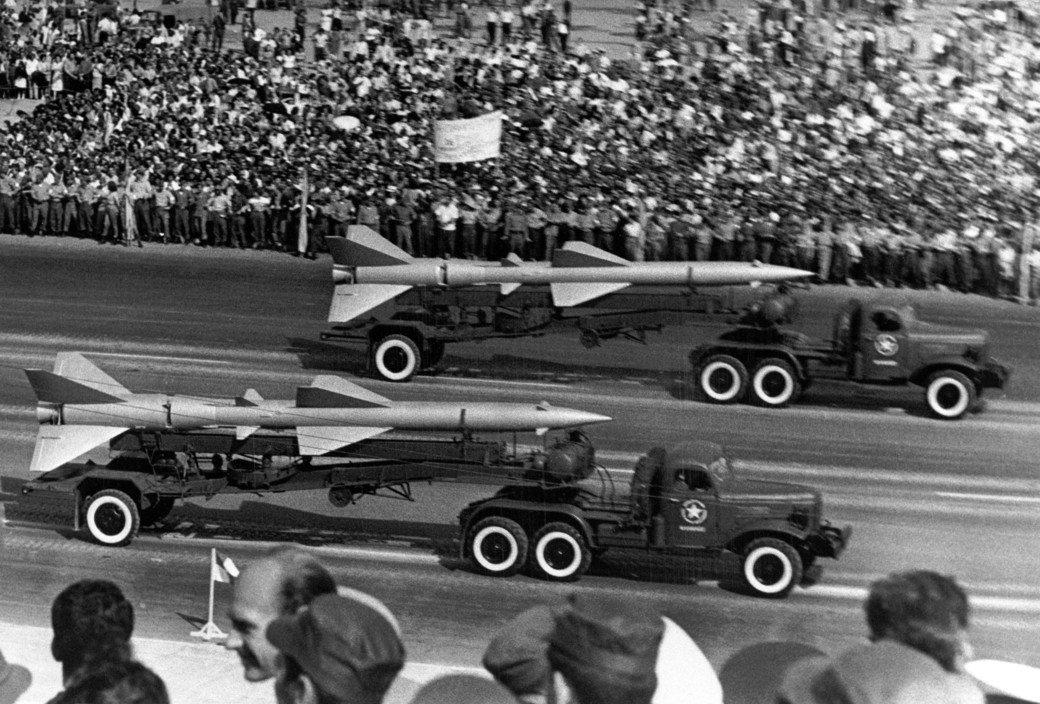
Missili antiaerei S-75 sovietici mentre sfilano in parata

La giornata del 27 ottobre fu costellata anche di incidenti militari, che contribuirono non poco a innalzare la tensione. Quella mattina, un U-2 dell'Aeronautica decollato per una missione di sorveglianza di routine perse la rotta mentre sorvolava l'Alaska e invase per errore lo spazio aereo dell'Unione Sovietica sul Mare di Bering: il comando sovietico scambiò la cosa per una ricognizione pre-attacco, mise in stato di massima allerta le forze missilistiche strategiche e fece decollare i caccia intercettori per abbattere l'intruso. Gli statunitensi fecero a loro volta decollare una coppia di caccia armati di missili aria-aria nucleari per soccorrere l'U-2, ma il ricognitore ricevette per radio la rotta per rientrare nello spazio aereo statunitense e lo scontro diretto venne infine evitato. Fu concreto il pericolo che i sovietici credessero che l'aereo avesse sconfinato in preparazione di un attacco nucleare.
Nel frattempo, al Pentagono il segretario alla difesa McNamara ebbe una tesa discussione con il capo di stato maggiore della Marina, ammiraglio George Whelan Anderson Jr., circa la condotta da seguire nei confronti della petroliera sovietica Groznyj, avvistata oltre la linea della quarantena e intenta a proseguire per Cuba nonostante gli avvertimenti di due cacciatorpediniere statunitensi che l'avevano affiancata: ad Anderson, che ricordava come le regole di ingaggio consentissero in questi casi l'impiego delle armi, McNamara rispose che solo il presidente poteva autorizzare l'apertura del fuoco sulle navi sovietiche. Alla fine la Groznyj invertì la rotta dopo che il cacciatorpediniere USS Lawrence ebbe sparato un colpo di avvertimento davanti alla prua della petroliera, ma l'incidente tradì il nervosismo che serpeggiava tra i vertici statunitensi.

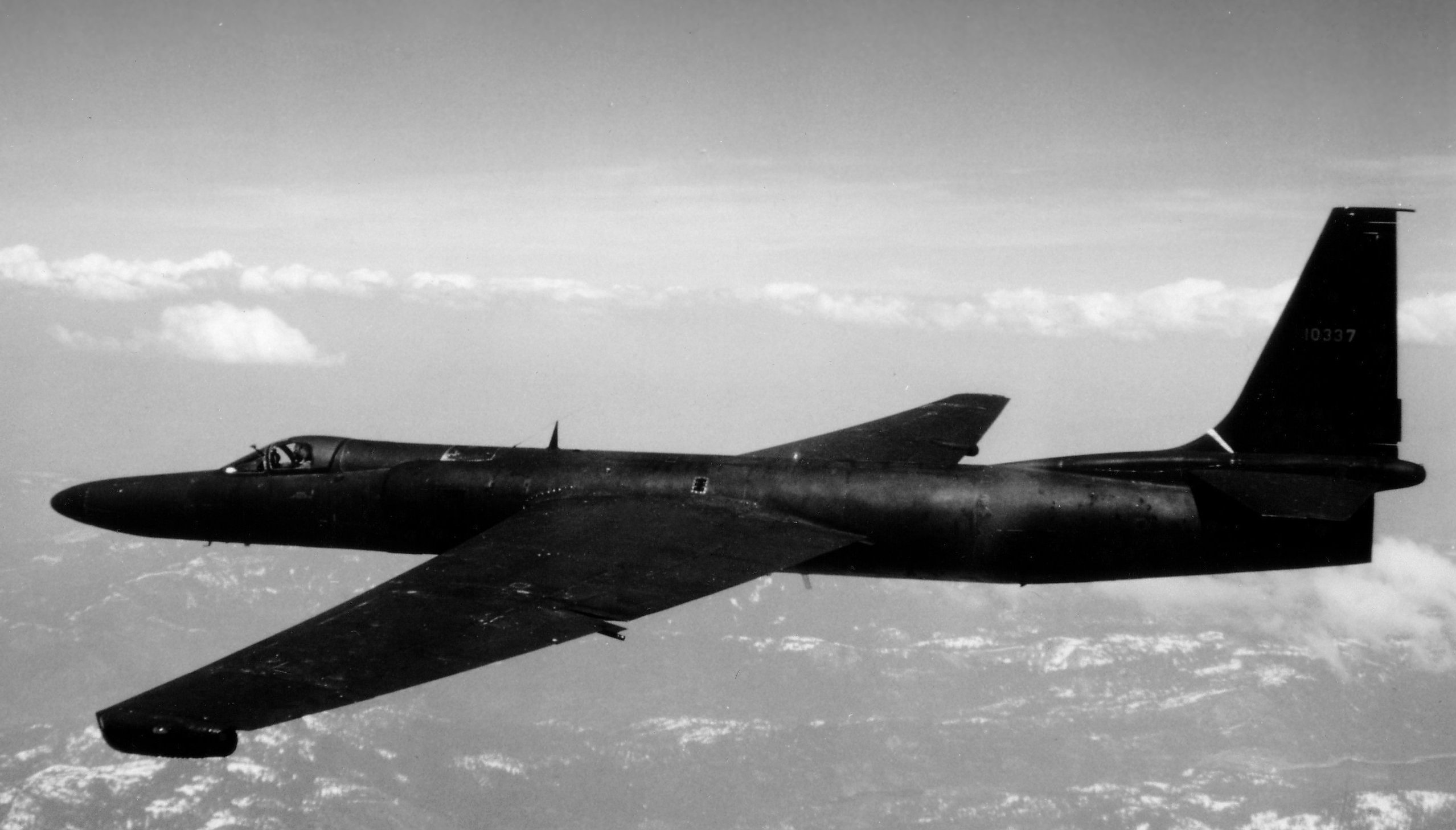
Un ricognitore U-2 statunitense in volo negli anni 1960

Alcune ore più tardi la situazione precipitò ulteriormente. Un U-2 pilotato dal maggiore dell'aeronautica Rudolf Anderson partì dalla sua posizione operativa avanzata presso la McCoy Air Force Base, in Florida, per un nuovo sorvolo di Cuba. Intorno alle 12:00 l'aereo venne colpito da un missile terra-aria S-75 lanciato da Cuba, causandone lo schianto e la morte del pilota. La tensione tra sovietici e statunitensi giunse al culmine; solo in seguito si seppe quasi per certo che la decisione di lanciare il missile fosse stata presa localmente da un indeterminato comandante sovietico, che agì di propria iniziativa. In aggiunta, nelle prime ore del pomeriggio una coppia di ricognitori F-8 Crusader della Marina, in volo a bassa quota sulle installazioni di San Cristóbal, venne fatta oggetto di fuoco antiaereo da parte di una batteria di artiglieria cubana: uno dei velivoli venne colpito, ma il pilota riuscì a rientrare alla base incolume.
La notizia dell'abbattimento dell'U-2 di Anderson giunse ai membri dell'EXCOMM durante una riunione, per voce del generale Taylor. In precedenza Kennedy aveva affermato che avrebbe ordinato un attacco contro la contraerea cubana se avesse sparato, ma in quel momento decise di non agire a meno che non fosse stato effettuato un altro attacco. Quarant'anni dopo, McNamara disse:

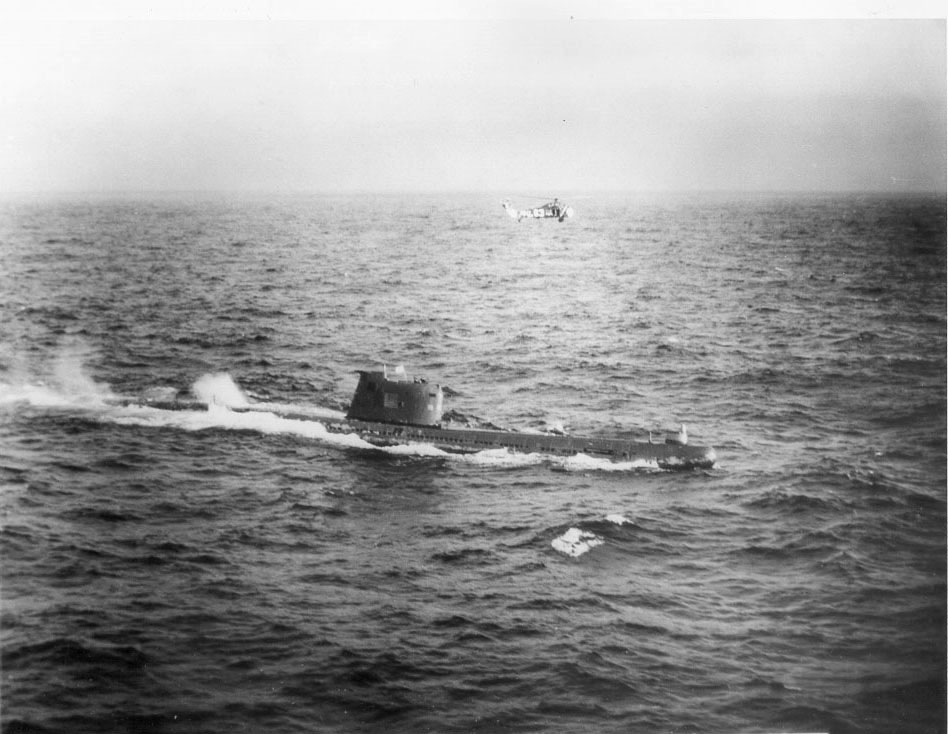
Il sottomarino sovietico B-59, in emersione e sorvolato da un elicottero statunitense, dopo i turbolenti eventi del 27 ottobre

Due ulteriori incidenti quel 27 ottobre rischiarono di far precipitare la situazione verso un conflitto nucleare. Al momento dell'entrata in vigore della quarantena il 24 ottobre, i sovietici avevano quattro sottomarini d'attacco classe Foxtrot (B-4, B-36, B-59 e B-130) in navigazione nell'Atlantico diretti a Cuba. Dopo la decisione statunitense il comando sovietico ordinò loro di non tentare più di raggiungere l'isola, ma di posizionarsi nel Mar dei Sargassi e di attendere istruzioni. Il B-59 venne avvistato da un velivolo statunitense al crepuscolo del 25 ottobre mentre navigava in emersione 350 miglia a sud-ovest di Bermuda, e il gruppo navale della portaerei Randolph fu quindi inviato alla sua ricerca. Il contatto venne ripreso nelle prime ore del 27 ottobre: elicotteri e aerei statunitensi presero a tallonare costantemente il sottomarino che procedeva immerso, mentre quattro cacciatorpediniere si avvicinarono e lanciarono bombe a carica ridotta per costringerlo a risalire o uscire dalla zona di quarantena. Pressato dalle manovre degli statunitensi, privo di comunicazioni dirette con Mosca perché il sottomarino si trovava troppo in profondità per monitorare il traffico radio e afflitto da condizioni di estremo disagio a bordo (dove la temperatura aveva toccato i 60 °C causando svenimenti tra l'equipaggio), il comandante del B-59, capitano di vascello Valentin Grigor'evič Savickij, si convinse che la guerra tra Stati Uniti e Unione Sovietica fosse già iniziata e decise di lanciare contro le navi nemiche il siluro a carica nucleare che aveva in dotazione. La decisione normalmente avrebbe richiesto solo l'accordo dei due ufficiali in comando a bordo, il capitano e il commissario politico. Tuttavia, il comandante della flottiglia di sottomarini, capitano di vascello Vasilij Aleksandrovič Archipov, si trovava in quel momento a bordo del B-59 e quindi era necessario anche il suo assenso: Archipov si oppose e così il lancio nucleare venne scongiurato per poco. Il B-59 riemerse nelle ore serali di quel 27 ottobre, prese contatto con Mosca e, sempre sorvegliato dai velivoli statunitensi, si allontanò verso est. L'evento rimase ignoto ai più fino a che non fu reso pubblico nel 2002.
Un altro possibile incidente nucleare venne evitato nella notte tra il 27 e il 28 ottobre, quando una base segreta dell'aeronautica statunitense a Okinawa ricevette l'ordine di lancio di quattro missili nucleari a sua disposizione. Il comandante della base, il comandante Bassett, decise di non eseguire subito l'ordine poiché le forze armate si trovavano ancora in stato di DEFCON 2 (tempo di pace) e non di DEFCON 1 (tempo di guerra), e chiese più volte conferma. Quando il Missile Operation Center capì che l'ordine mandato a Okinawa era sbagliato lo annullò immediatamente. La notizia di questo incidente venne rivelata nel 2015 da un ex aviere al tempo in servizio alla base, sebbene ex missilisti abbiano smentito il racconto e i documenti che proverebbero la veridicità dell'evento siano ancora segretati.

#### Risposta statunitense

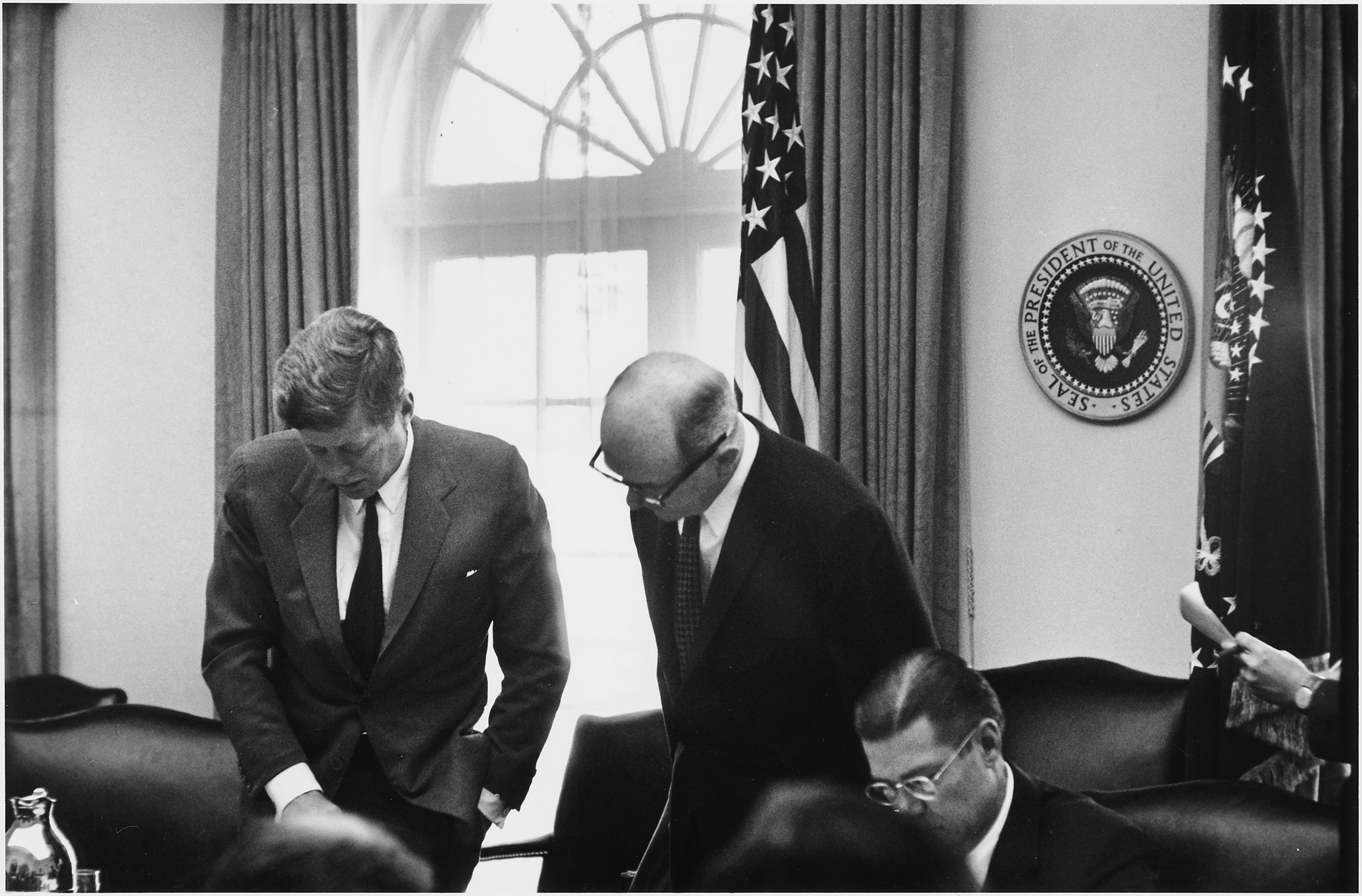
Kennedy e il Segretario di Stato Dean Rusk durante una riunione dell'EXCOMM

La situazione a Washington si era fatta molto tesa: Kennedy era propenso ad accettare l'offerta di Chruščëv di scambiare i missili cubani con quelli turchi, ma molti membri dell'EXCOMM si dichiararono contrari a questa soluzione per le possibili conseguenze sull'unità della NATO. Con il progredire delle discussioni emerse una nuova strategia proposta da Ted Sorensen, Robert Kennedy e Llewellyn Thompson, che prevedeva di ignorare l'ultimo messaggio di Chruščëv e di accettare quello precedente in cui non erano stati menzionati i missili in Turchia. Inizialmente Kennedy si dimostrò titubante, ma poi si convinse che fosse una strada percorribile. Il consigliere speciale Sorensen e Robert Kennedy lasciarono la riunione e tornarono 45 minuti dopo, con la bozza di una lettera. Il presidente apportò diverse modifiche e la fece battere a macchina.
Su consiglio di McNamara, si decise di chiedere all'Italia che fossero eliminati anche i missili Jupiter dislocati in Puglia, in modo da fare pressione sulla Turchia; non si intravedevano ostacoli alla mossa, visto che già alcuni mesi prima il ministro della difesa italiano Giulio Andreotti aveva comunicato il proprio assenso alla rimozione dei missili.
Terminata la riunione dell'EXCOMM ne seguì una più ristretta nello Studio Ovale. Qui si decise che la risposta pubblica con cui veniva accettata la prima proposta di Chruščëv sarebbe stata accompagnata da un messaggio orale segreto all'ambasciatore Dobrynin, in cui si sarebbe messo in chiaro che entro poche ore, se i missili a Cuba non fossero stati ritirati, sarebbe stata intrapresa un'azione militare per eliminarli. Rusk fece aggiungere la condizione che nessuna parte dell'accordo avrebbe menzionato le basi in Turchia, ma che si sarebbe compreso che i missili sarebbero stati rimossi "volontariamente" subito dopo, entro alcuni mesi dalla fine della crisi. Il presidente acconsentì e inviò il fratello Robert a riferire tutto ciò a Dobrynin.

Installazioni militari a Cuba fotografate dalla ricognizione aerea il 27 ottobre

Agli statunitensi fu ben chiaro che ignorare la seconda offerta e tornare alla prima avrebbe messo Chruščëv in una posizione difficile da accettare. I preparativi militari proseguirono e tutto il personale dell'aeronautica militare in servizio attivo venne richiamato alle proprie basi per un'eventuale azione. Robert Kennedy in seguito ricordò il suo stato d'animo: «Non avevamo abbandonato ogni speranza, ma quella speranza che c'era ora dipendeva dalla revisione nelle successive ore del suo corso da parte di Chruščëv. Era una speranza, non un'aspettativa. L'aspettativa era quella di un confronto militare entro martedì (30 ottobre), e possibilmente anche domani (29 ottobre)...».
Alle 12:12 gli Stati Uniti informarono i propri alleati della NATO che «la situazione si sta accorciando» e che l'emisfero occidentale doveva essere pronto «a intraprendere qualsiasi azione militare possa essere necessaria». Nel frattempo la CIA aveva riferito che tutti i missili a Cuba erano pronti per l'azione. Alle 20:05 la risposta per Chruščëv venne inviata direttamente alla stampa per garantire che il destinatario ne venisse a conoscenza senza ritardi. Un'ora dopo l'EXCOMM si riunì di nuovo per rivedere le azioni per i giorni successivi: vennero elaborati piani per attacchi aerei sui siti missilistici cubani e altri obiettivi di valore economico, in particolare i siti per lo stoccaggio del petrolio. McNamara affermò che dovevano «avere due cose pronte: un governo per Cuba, perché ne avremo bisogno; e in secondo luogo, i piani su come rispondere all'Unione Sovietica in Europa, perché sicuramente faranno qualcosa lì».

### 28 ottobre: la crisi si risolve
Chruščëv si trovava presso la sua dacia di Novo-Ogarëvo quando ricevette le notizie che giungevano da Washington. La proposta degli statunitensi gli fu chiara: pubblicamente avrebbero accettato la sua prima lettera assicurando di non invadere Cuba mentre, segretamente, avrebbero anche smantellato da lì a qualche mese i missili in Turchia. In cambio, l'Unione Sovietica doveva ritirare i propri missili da Cuba altrimenti entro 24-48 ore sarebbero stati gli statunitensi a rimuoverli manu militari, come Robert Kennedy aveva annunciato all'ambasciatore Dobrynin. Dall'altro lato vi erano la minacciosa lettera di Castro che invitava Chruščëv a sferrare lui per primo l'attacco nucleare e la notizia dell'abbattimento non voluto dell'U-2 che sicuramente aveva dato voce in capitolo a chi, tra i vertici degli Stati Uniti, voleva l'azione militare. A fronte di tutto ciò Chruščëv fu consapevole di essere vicino a perdere il controllo della situazione.
A mettere pressione arrivò anche la notizia, poi rivelatasi non vera, di un imminente nuovo discorso di Kennedy alla nazione; Chruščëv decise di accettare la proposta statunitense facendola trasmettere immediatamente da Radio Mosca. Questo avvenne alle 09:00 del 28 ottobre ora di Washington: Chruščëv dichiarò che «il governo sovietico, oltre alle istruzioni precedentemente impartite sulla cessazione di ulteriori lavori nei cantieri per le armi, ha emesso un nuovo ordine sullo smantellamento delle armi che lei descrive come "offensive" e il loro imballaggio e ritorno in Unione Sovietica».
Kennedy rispose immediatamente al leader sovietico rilasciando una dichiarazione con cui definì il messaggio di Chruščëv una «decisione di un grande statista» e «un contributo importante e costruttivo alla pace». Proseguì poi con una lettera solenne:

## Epilogo

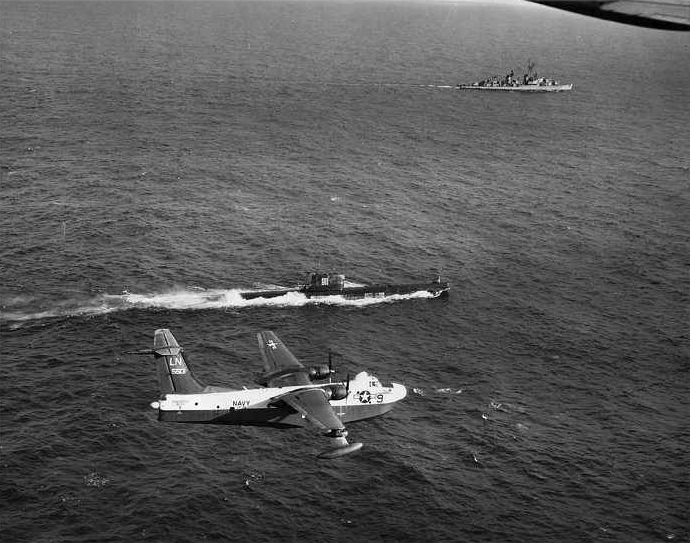
Un idrovolante e un cacciatorpediniere statunitensi sorvegliano i movimenti del sottomarino B-36 durante gli eventi della crisi di Cuba

Il blocco di Cuba non venne tolto immediatamente anche se, nei giorni successivi, ricognizioni aeree dimostrarono che i sovietici stavano compiendo progressi nella rimozione dei sistemi missilistici. In mare il confronto incruento tra sottomarini sovietici e cacciatorpediniere statunitensi continuava a rimanere teso: il 28 ottobre il sottomarino B-36 venne avvistato mentre navigava 300 miglia a nord di Porto Rico, e fatto oggetto di una caccia serrata da parte di navi e aerei statunitensi per le successive 35 ore. Con le batterie scariche e l'equipaggio sfinito, il B-36 emerse al mattino del 31 ottobre e si allontanò con rotta verso est. Il gemello B-130 fu avvistato a intermittenza dagli statunitensi a nord di Porto Rico il 24 e 26 ottobre, ma un contatto stabile fu stabilito solo il 30 ottobre: la caccia, protrattasi per 14 ore, vide manovre piuttosto ravvicinate che quasi causarono una collisione tra il B-130 e il cacciatorpediniere USS Blandy. Con le batterie scariche e il sistema propulsivo affetto da avarie, alla fine il B-130 riemerse e si allontanò verso est per rientrare in patria. L'ultimo dei sottomarini sovietici, il B-4, riuscì invece a eludere i deboli contatti stabiliti dai mezzi statunitensi, e rimase a operare nel Mar dei Sargassi fino alla conclusione del blocco.
Nei giorni seguenti i missili, i bombardieri e il loro equipaggiamento di supporto furono caricati su otto navi perché venissero progressivamente rimpatriati in Unione Sovietica. Il 2 novembre 1962 Kennedy si rivolse agli Stati Uniti per mezzo di trasmissioni radiofoniche e televisive, informando la popolazione circa il processo di smantellamento delle basi missilistiche sovietiche a Cuba. Il 20 novembre la quarantena venne ufficialmente abolita.
Sebbene l'amministrazione Kennedy pensasse che la crisi dei missili cubani fosse risolta, alcuni missili tattici nucleari rimasero a Cuba poiché non facevano parte delle intese Kennedy-Chruščëv e poiché gli statunitensi non erano a conoscenza della loro esistenza. I sovietici tuttavia cambiarono idea, temendo possibili future azioni da parte di militanti cubani, e il 22 novembre 1962 il vice presidente sovietico Mikojan comunicò a Castro che anche i missili tattici sarebbero stati rimossi.
La crisi dei missili cubani venne risolta in gran parte grazie all'accordo segreto tra John Kennedy e Nikita Chruščëv. Al tempo solo nove funzionari statunitensi ne erano a conoscenza, ed esso venne riconosciuto ufficialmente per la prima volta in una conferenza a Mosca soltanto nel gennaio 1989 dall'ambasciatore sovietico Dobrynin e dal consigliere Ted Sorensen. La rimozione dei missili Jupiter dall'Italia e dalla Turchia iniziò il 1º aprile 1963 e fu completata entro il 24 aprile successivo. I piani iniziali erano di riutilizzare i missili per altri programmi, ma né la NASA né l'Aviazione di dimostrarono interessate a loro; pertanto i missili vennero distrutti sul posto mentre le testate, i sistemi di guida e le attrezzature di lancio vennero riportate negli Stati Uniti.

## Conseguenze

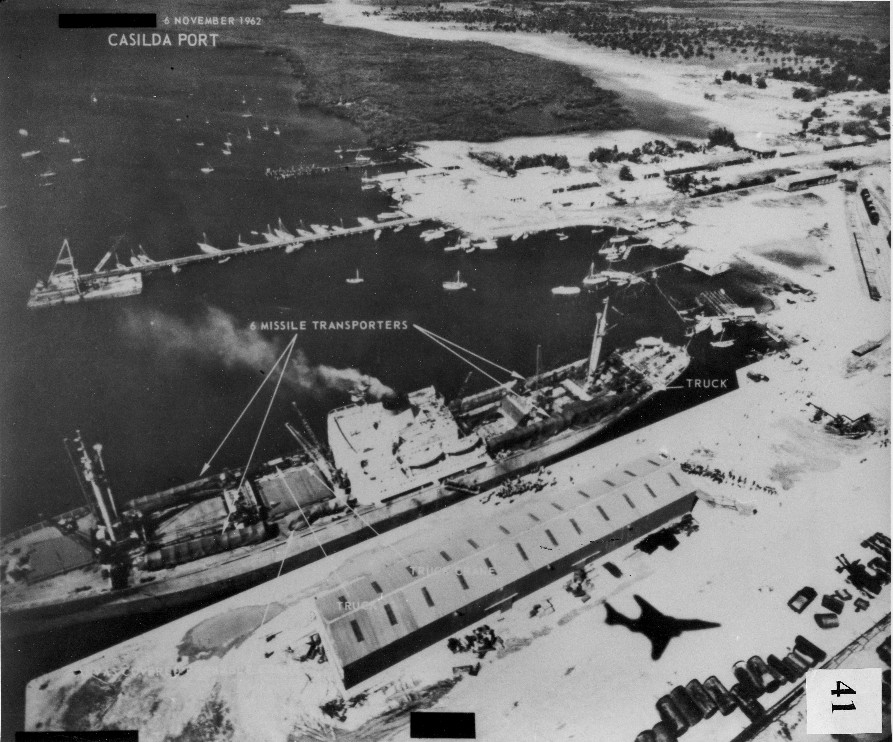
Foto della ricognizione statunitense che mostra un mercantile sovietico in porto a Cuba intento a caricare i missili ritirati dall'isola

Giunti sull'orlo di una guerra nucleare totale, Chruščëv e Kennedy seppero tirarsi indietro ed evitare il conflitto grazie a un compromesso. La decisione di Chruščëv di rinunciare a tutta la strategia geopolitica connessa allo schieramento dei missili a Cuba rappresentò il singolo evento che evitò la catastrofe, ma esso non sarebbe stato possibile senza le concessioni pragmatiche e tempestive degli statunitensi: documenti rivelati successivamente alla crisi indicarono del resto come Kennedy, pur di evitare il conflitto, fosse disposto ad accettare pubblicamente la rimozione dei Jupiter in cambio della rimozione dei missili a Cuba. Poiché il ritiro dei Jupiter dalle basi in Italia e in Turchia non venne reso pubblico all'epoca, l'impressione generale fu che Kennedy avesse vinto il confronto tra le superpotenze e che Chruščëv fosse stato umiliato. In realtà entrambi fecero ogni passo necessario per evitare un conflitto pieno, nonostante le pressioni dei rispettivi governi che spingevano verso soluzioni più drastiche.
La consapevolezza di quanto il mondo fosse stato vicino alla guerra termonucleare spinse Chruščëv a proporre un allentamento delle tensioni con gli Stati Uniti. In una lettera inviata al presidente Kennedy e datata 30 ottobre 1962, il segretario del PCUS delineò una serie di audaci iniziative per prevenire la possibilità di un'ulteriore crisi nucleare, inclusa la proposta di un trattato di non aggressione tra la NATO e il Patto di Varsavia o addirittura lo scioglimento di questi blocchi militari. Altre proposte furono quelle di un trattato per cessare tutti i test sulle armi nucleari e persino l'eliminazione degli arsenali nucleari e la risoluzione della questione della divisione della Germania con l'accettazione definitiva della situazione di fatto. La lettera invitava inoltre il presidente statunitense a formulare controproposte e svolgere successivi valutazioni attraverso negoziati pacifici. Chruščëv invitò Norman Cousins, editore di un importante periodico statunitense e attivista contro le armi nucleari, a fungere da collegamento con il presidente Kennedy; Cousins incontrò Chruščëv nel dicembre 1962.
La risposta di Kennedy fu tiepida, ma poi confidò a Cousins che la sua reticenza era in gran parte causata dalle pressioni degli ambienti più intransigenti nell'apparato di sicurezza nazionale statunitense. Poco dopo, Stati Uniti e Unione Sovietica raggiunsero un accordo che portò al trattato sulla messa al bando parziale degli esperimenti nucleari del 5 agosto 1963, che vietava i test atomici in atmosfera. Visto che i lenti meccanismi di comunicazione convenzionali tra Washington e Mosca avevano più volte contribuito a ritardi e fraintendimenti potenzialmente fatali durante la crisi, gli Stati Uniti e l'Unione Sovietica stabilirono una linea di comunicazione diretta, la "linea rossa", per facilitare le comunicazioni tra le due massime cariche nel caso si fosse ripetuta una situazione simile.
La crisi dei missili di Cuba segnalò l'avvio di un processo di trasformazione nello svolgimento della guerra fredda. Negli anni 1950 la contesa tra Stati Uniti e Unione Sovietica aveva avuto come "campo di battaglia" principale l'Europa, ma con la costruzione del muro di Berlino il confronto aperto lasciò il posto a una politica di "vivi e lascia vivere", dove uno status quo imperfetto era preferibile a una guerra per imporre la propria volontà sull'avversario. Ma se Mosca e Washington avevano raggiunto un compromesso su Berlino, nessuno dei due voleva rinunciare alla competizione per accaparrarsi il controllo dei paesi del Terzo Mondo, che negli anni 1960 divennero il nuovo teatro principale della guerra fredda.

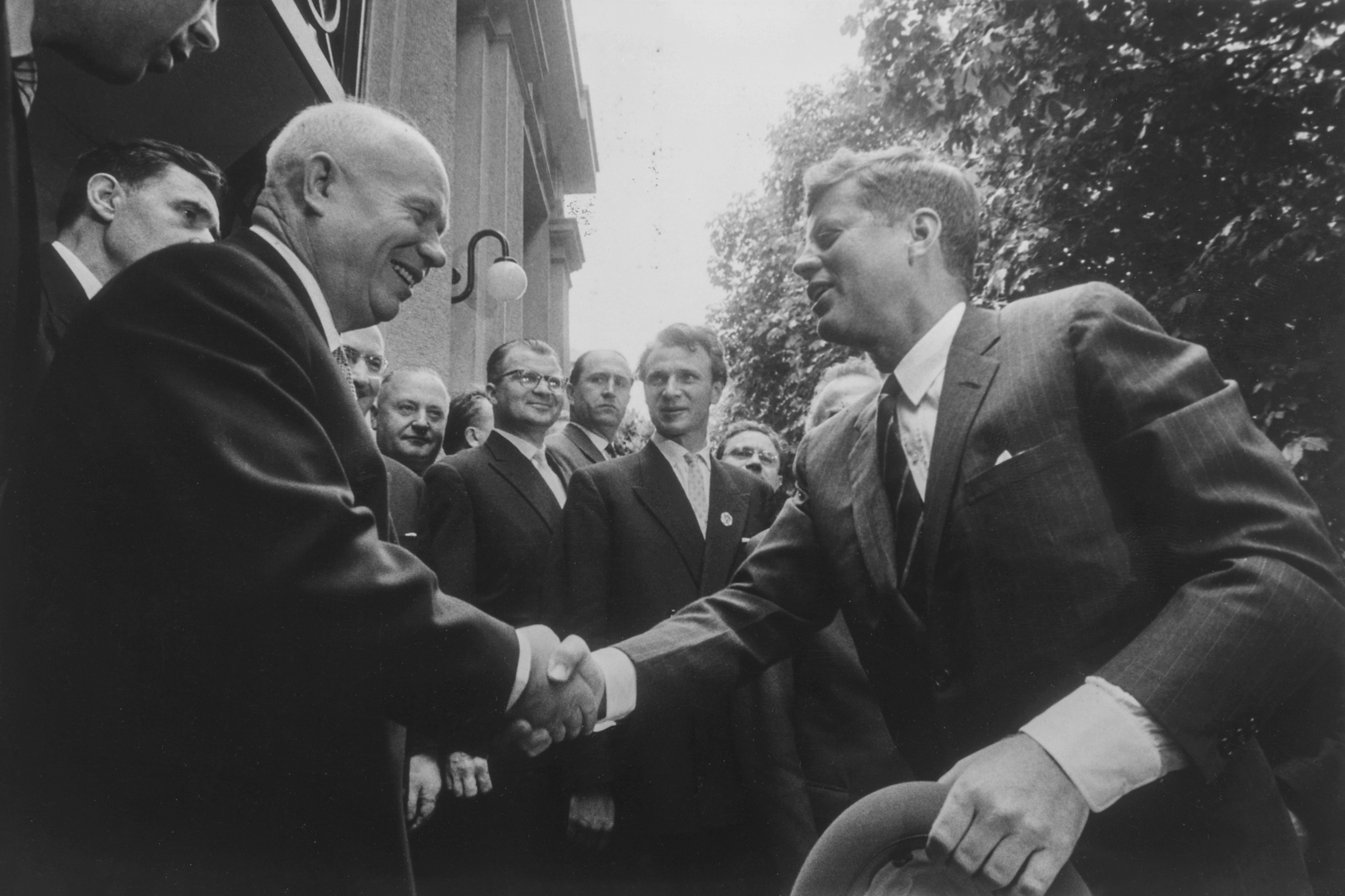
Chruščëv e Kennedy si stringono la mano durante l'incontro di Vienna del 1961

La conclusione della crisi non portò bene ai due principali protagonisti. Cuba percepì la conclusione della crisi come un tradimento da parte dei sovietici, poiché le decisioni su come risolverla vennero prese esclusivamente da Kennedy e Chruščëv. Castro fu particolarmente contrariato dal fatto che alcune questioni di fondamentale interesse per il suo paese, come lo status della base navale statunitense di Guantánamo, non fossero state affrontate nel corso delle trattative, e ciò causò un deterioramento delle relazioni cubano-sovietiche negli anni a venire. La Cina non esitò a criticare apertamente il comportamento dei sovietici, paragonando le concessioni di Chruščëv a Kennedy a quelle di Neville Chamberlain ad Adolf Hitler negli anni 1930; l'acuirsi della crisi sino-sovietica fu un altro segnale che la guerra fredda stava evolvendo da una contesa limitata a Stati Uniti e Unione Sovietica a una partita a più giocatori, con nuovi attori ambiziosi come la Cina che puntavano a ritagliarsi ambiti di autonomia fuori dalla stretta logica dei due blocchi.
Anche all'interno dello stesso PCUS si levarono critiche all'operato di Chruščëv, che aveva portato il paese sull'orlo della guerra per poi infliggergli un'apparente umiliante retromarcia: secondo l'ambasciatore sovietico Dobrynin, il Politburo interpretò l'esito della crisi cubana come «un colpo al prestigio sovietico al limite dell'umiliazione». Nell'ottobre 1964 una "congiura" tutta interna al partito votò per la destituzione di Chruščëv da ogni incarico di governo e nel partito, e la sua sostituzione con Leonid Il'ič Brežnev; la rimozione dal potere di Chruščëv fu, molto probabilmente, in parte dovuta alla conclusione della crisi di Cuba. La lezione che la dirigenza di Mosca trasse fu che mai più l'Unione Sovietica sarebbe dovuta arretrare in posizione di inferiorità: ogni sforzo doveva esser intrapreso per colmare il divario negli armamenti strategici con gli Stati Uniti, e per competere con Washington nel controllo dei paesi del Terzo Mondo.
Per quanto apparisse pubblicamente come il vincitore, nemmeno Kennedy fu estraneo a critiche sul suo operato. Il generale LeMay disse al presidente che la risoluzione della crisi fu la «più grande sconfitta della nostra storia», sebbene la sua posizione fosse condivisa da pochi; LeMay era stato da subito un convinto sostenitore dell'invasione e lo fu anche dopo il ritiro dei missili da parte dei sovietici. Lo stato maggiore statunitense accolse l'accordo di compromesso come una capitolazione di fronte ai sovietici; la promessa di non invadere Cuba, né di appoggiare chi lo avesse voluto fare, fu interpretata come un abbandono della causa degli anticastristi riparati negli Stati Uniti: un elemento che, in alcune ricostruzioni, potrebbe aver avuto un ruolo nell'assassinio di John Fitzgerald Kennedy il 22 novembre 1963. In molti hanno sottolineato come la crisi cubana finì per influenzare fortemente le decisioni della politica statunitense anche nei successori di Kennedy: a tal proposito, la storica Lorraine Bayard de Volo evidenziò come le scelte di Kennedy durante la crisi servirono come «pietra di paragone della durezza con cui vengono misurati i presidenti». Allo stesso modo gli scrittori Seymour Melman e Seymour Hersh rilevarono come l'esito della crisi avesse incoraggiato l'uso dei mezzi militari da parte degli Stati Uniti nelle decisioni di politica estera, spesso con esiti controproducenti o addirittura catastrofici, come avvenne nel caso dell'escalation nella guerra del Vietnam tre anni dopo i fatti di Cuba, durante la presidenza di Lyndon Johnson.

## Nella cultura popolare e nei media

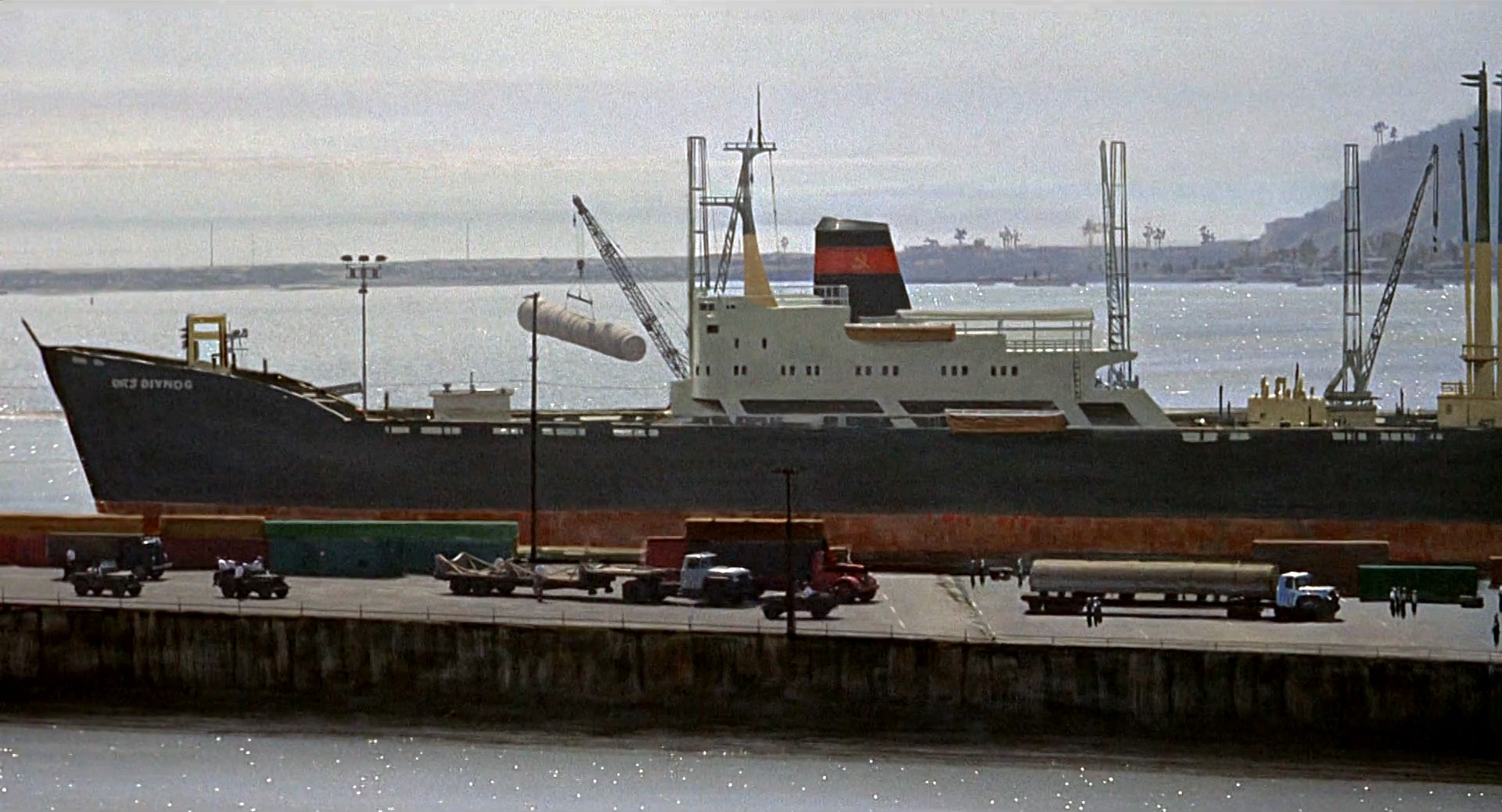
Una nave sovietica carica missili nucleari diretti a Cuba nel film Topaz di Alfred Hitchcock

Negli Stati Uniti i mass media hanno spesso fatto riferimento agli eventi della crisi cubana, sia in forma fittizia sia documentaria. Lo scrittore Jim Willis ha indicato la crisi come uno dei 100 "momenti mediatici che hanno cambiato l'America". Lo storico dell'università di Harvard Sheldon Stern ha sottolineato come, anche mezzo secolo dopo i fatti, vi siano ancora molte «idee sbagliate, mezze verità e vere e proprie bugie» che hanno plasmato le versioni mediatiche di ciò che è accaduto alla Casa Bianca durante quelle due settimane critiche.
Secondo lo storico della guerra fredda Andreï Kozovoï, i mezzi di comunicazione sovietici si dimostrarono alquanto disorganizzati nel raccontare gli eventi poiché non furono in grado di generare una storia coerente per il pubblico, in quanto vi erano molte contraddizioni tra la retorica pacifista sovietica che enfatizzava gli orrori della guerra nucleare e la necessità di preparare il popolo alla guerra di aggressione contro gli Stati Uniti. Inoltre, per la propaganda sovietica fu difficile negare la correlazione tra la destituzione di Chruščëv e la sua sconfitta politica nella crisi cubana.
Negli Stati Uniti Robert Kennedy scrisse un libro di memorie sugli eventi, Thirteen Days, pubblicato postumo nel 1969, che successivamente divenne la base per numerosi film e documentari. La crisi di Cuba venne ampiamente descritta nel 1974 in docudrama televisivo, The Missiles of October, e nel documentario The Fog of War del 2003; quest'ultimo si aggiudicò l'Oscar al miglior documentario l'anno successivo.
In letteratura, i giorni della crisi fanno da sfondo a un periodo particolare della vita del giovane studente Roland Baines, il protagonista del romanzo Lessons (2022) dello scrittore britannico Ian McEwan, così come anche alla parte centrale del romanzo I giorni dell'eternità (2014) di Ken Follett. La crisi è spesso apparsa anche al cinema. Poco dopo gli eventi il regista Stanley Kubrick scrisse e diresse il film Il Dottor Stranamore, in cui descrive con cinismo come il sistema difensivo basato sulla deterrenza nucleare sia prono all'errore e alla follia umana. Il film del 1969 Topaz diretto da Alfred Hitchcock è ambientato durante il periodo precedente agli eventi, mentre Matinee del 1993 racconta di come un regista indipendente decida di cogliere l'opportunità data dalla crisi per debuttare con un film a tema atomico. Il film Thirteen Days, diretto da Roger Donaldson e uscito nelle sale nel 2000, è incentrato sulla prospettiva dei dirigenti politici statunitensi durante la crisi, e si basa sulle trascrizioni dei dialoghi delle varie riunioni che si sono susseguite in quei giorni. L'ombra delle spie è un film del 2020 che racconta la «storia vera dell'uomo d'affari britannico Greville Wynne che insieme alla sua fonte russa, Oleg Penkovsky, fornì all'MI6 informazioni cruciali che misero fine alla crisi».

### Annotazioni
1. ↑  Il fiume Anadyr' sfocia nel Mare di Bering nel golfo omonimo mentre Anadyr è anche la capitale del circondario autonomo della Čukotka e una base di bombardieri nella regione dell'estremo oriente.
2. ↑  I voli degli U-2 dentro lo spazio aereo di Stati stranieri erano abitualmente operati dalla CIA e non dall'Aviazione per una questione di "negazione plausibile", secondo cui le attività di spionaggio di un'agenzia civile e non militare come la CIA non costituivano un atto di guerra.
3. ↑  Ora nella provincia di Artemisa.
4. ↑  Nelle migliori condizioni, alle forze statunitensi serviva circa mezz'ora per portare il presidente fuori dal raggio d'azione di un'esplosione nucleare su Washington. Vedi Schlosser, p. 282.
5. ↑  In privato e all'insaputa di Kennedy il generale Taylor espresse critiche all'idea di un'occupazione di Cuba: l'invasione dell'isola avrebbe bloccato per diverso tempo una considerevole quota delle forze statunitensi in un conflitto di guerriglia con i cubani, quando gli attacchi aerei e i preparativi per uno sbarco sarebbero stati da soli sufficienti a convincere i sovietici a ritirare i missili.
6. ↑  LeMay toccò un tasto dolente, commentando che qualunque azione diversa da un attacco su vasta scala sarebbe stata «sbagliata quanto l'accordo di Monaco». Negli anni 1930 il padre di Kennedy era stato un forte sostenitore delle politiche di appeasement nei confronti della Germania nazista. Vedi Schlossser, p. 299.
7. ↑  I velivoli compivano passaggi a 800 chilometri l'ora e a una quota compresa tra i 60 e i 150 metri dal suolo, troppo in basso per essere agganciati dai missili contraerei sovietici, ma dentro il raggio di tiro dell'antiaerea convenzionale.

### Fonti
1. ↑   Discorso pronunciato dal presidente della Repubblica di Cuba, Fidel Castro Ruz, nella celebrazione del 40 Anniversario dell'Unione di Giovani Comunisti. Teatro Carlo Marx, 4 aprile 2002, su cuba.cu. URL consultato l'8 settembre 2023.
2. ↑   A 50 anni dalla crisi dei missili di Cuba, in Russia Beyond. URL consultato l'8 settembre 2023.
3. ↑  Clementi, pp. 9-10.
4. ↑  Harper, p. 150.
5. ↑  Schlosser, pp. 188-194.
6. 1 2  Schlosser, pp. 277-279.
7. ↑  Harper, p. 160.
8. 1 2 3 4   John T. Correll, Airpower e la crisi dei missili cubani, in Rivista dell'aeronautica, 88 (8), agosto 2005.
9. ↑  Campus, p. 33.
10. ↑  Clementi, pp. 15-16.
11. ↑  Smith, pp. 44-45.
12. ↑  Harper, pp. 151-158.
13. ↑  Campus, pp. 42-43, 45-46.
14. ↑  Campus, p. 35.
15. 1 2 3 4  Harper, pp. 154-156.
16. ↑  Campus, p. 36.
17. ↑  Campus, pp. 38-39.
18. ↑  Campus, pp. 46.47.
19. 1 2 3  Sabbatucci e Vidotto, p. 429.
20. 1 2  (EN) Jane Franklin, Cuba and the United States: A Chronological History, Melbourne, Ocean Press, 1997, ISBN 1-875284-92-3. URL consultato il 3 agosto 2017 (archiviato dall'url originale l'11 gennaio 2007).
21. ↑  Campus, pp. 47-48.
22. ↑  May e Zelikow, p. 421.
23. ↑  (EN) "One Hell of a Gamble": Khrushchev, Castro and Kennedy, 1958-1964, in Journal of Cold War Studies, 2002. URL consultato il 31 agosto 2015.
24. 1 2  Cosentino parte 1ª, p. 40.
25. ↑  (EN) Alexandr Alexeyev, Interview (PDF), su gwu.edu. URL consultato il 30 marzo 2013 (archiviato dall'url originale il 29 marzo 2013).
26. 1 2 3  Harper, pp. 159-161.
27. ↑  Allison e Zelikow, p. 92.
28. 1 2  Allison e Zelikow, pp. 100-101.
29. ↑  Campus, pp. 130-131.
30. ↑  Campus, p. 131.
31. ↑  Campus, pp. 132-135.
32. 1 2  Campus, p. 50.
33. 1 2  (EN) The Soviet Cuban Missile Crisis: Castro, Mikoyan, Kennedy, Khrushchev, and the Missiles of November, su gwu.edu, The National Security Archive. URL consultato l'11 ottobre 2012 (archiviato dall'url originale il 10 novembre 2012).
34. ↑  Campus, p. 139.
35. ↑  Weldes.
36. ↑  Campus, pp. 49-50.
37. ↑  (EN) James H. Hansen, Soviet Deception in the Cuban Missile Crisis (PDF), in Learning from the Past. URL consultato il 2 maggio 2010 (archiviato dall'url originale il 7 giugno 2010).
38. ↑  (EN) Anatoly Zak, Rockets: R-12, su russianspaceweb.com, Morristown, New Jersey, 2012. URL consultato il 21 ottobre 2012 (archiviato dall'url originale il 4 ottobre 2012).
39. 1 2 3 4 5 6 7  Cosentino parte 1ª, pp. 40-42.
40. ↑  Gianvanni, p. 155.
41. ↑  (EN) Michael Dobbs, Cool Crisis Management? It's a Myth, Ask JFK, in The Washington Post, 22 giugno 2008. URL consultato il 22 agosto 2017 (archiviato dall'url originale il 2 luglio 2017).
42. ↑  (EN) Dennis Abrams, Ernesto "Che" Guevara, Infobase Learning, 2013, ISBN 9781438146133.
43. ↑  Campus, p. 133.
44. 1 2 3  Cosentino parte 1ª, pp. 42-44.
45. ↑  Allison e Zelikow, p. 80.
46. 1 2  Campus, p. 68.
47. 1 2 3 4 5  Gianvanni, pp. 152-154.
48. 1 2  Campus, p. 51.
49. ↑  (EN) Remarks by LTG Ronald L. Burgess Jr., Director, Defense Intelligence Agency (archiviato dall'url originale il 4 giugno 2013).
50. ↑  (EN) Congressional Record (PDF), su digitalarchive.wilsoncenter.org. URL consultato il 27 gennaio 2019 (archiviato dall'url originale l'11 agosto 2017).
51. ↑  Campus, pp. 50-51.
52. 1 2  (EN) Jane Franklin, Cuba and the U.S. empire: a chronological history, New York, New York University Press, 2016,  pp. 45–63, 388–392, ISBN 978-1583676059. URL consultato il 2 febbraio 2020.
53. ↑  Blight, Allyn e Welch, p. 494.
54. ↑  (EN) The Cuban Missile Crisis Timeline, su nuclearfiles.org. URL consultato l'8 aprile 2020 (archiviato dall'url originale il 20 febbraio 2020).
55. ↑  (EN) Congressional Record (PDF), su digitalarchive.wilsoncenter.org. URL consultato il 27 gennaio 2019 (archiviato dall'url originale l'11 agosto 2017).
56. ↑  (EN) The Cuban Missile Crisis, su khanacademy.org. URL consultato il 21 maggio 2020 (archiviato dall'url originale il 27 luglio 2020).
57. ↑  (EN) Cuban Missile Crisis (PDF), su resources.saylor.org. URL consultato il 21 maggio 2020 (archiviato dall'url originale il 27 luglio 2020).
58. ↑  (EN) Deployment of Missiles, su nationalcoldwarexhibition.org. URL consultato il 21 maggio 2020 (archiviato dall'url originale il 27 luglio 2020).
59. ↑  (EN) Interview with Sidney Graybeal – 29 January 1998, in Episode 21, George Washington University, National Security Archive, 14 marzo 1999. URL consultato il 25 marzo 2006 (archiviato dall'url originale il 15 gennaio 2015).
60. ↑  (EN) Max Holland, The 'Photo Gap' That Delayed Discovery of Missiles (archiviato dall'url originale il 2 aprile 2015).
61. ↑  (EN) Cuban Missile Crisis, su future.state.gov, U.S. Department of State. URL consultato il 6 maggio 2010 (archiviato dall'url originale il 27 maggio 2010).
62. ↑  Altobello, p. 75.
63. ↑  Zubok e Pleshkov, p. 264.
64. ↑  Campus, p. 53.
65. ↑  Campus, pp. 53-54.
66. ↑  Campus, pp. 25-26.
67. ↑  Altobello, pp. 78, 81.
68. ↑  Gianvanni, pp. 154-155.
69. ↑  Cosentino parte 1ª, p. 46.
70. ↑  Campus, p. 56.
71. ↑  Altobello, p. 80.
72. ↑  Schlosser, pp. 297-298.
73. ↑  Schlosser, p. 298.
74. ↑  Cosentino parte 1ª, p. 44.
75. ↑  Campus, pp. 57-61.
76. 1 2 3  Campus, pp. 127-128.
77. ↑  (EN) Gerhard Peters; John T. Woolley, John F. Kennedy: "378 – The President's News Conference," September 13, 1962, in The American Presidency Project, University of California – Santa Barbara,  pp. 674-681. URL consultato il 28 settembre 2014 (archiviato dall'url originale il 5 giugno 2015).
78. ↑  Campus, p. 129.
79. ↑  Campus, pp. 62-63.
80. ↑  Altobello, p. 82.
81. ↑  Campus, pp. 66-67.
82. ↑  Cosentino parte 1ª, pp. 49-50.
83. ↑  Campus, pp. 68-69.
84. ↑  Campus, p. 71.
85. ↑  Altobello, pp. 97-98.
86. ↑  Allison e Zelikow, p. 119.
87. ↑  Campus, pp. 71-72.
88. 1 2  (EN) Ernest R May, John F Kennedy and the Cuban Missile Crisis, su bbc.co.uk, 2011. URL consultato il 7 febbraio 2012 (archiviato dall'url originale il 19 gennaio 2012).
89. 1 2  Campus, p. 73.
90. ↑  (EN) Peter G. Boyle, The British Government's View of the Cuban Missile Crisis, in Contemporary British History, vol. 10, n. 3, settembre 1996,  p. 25, DOI:10.1080/13619469608581403, ISSN 1361-9462 (WC · ACNP).
91. ↑  (EN) Proclamation 3504 – Interdiction of the Delivery of Offensive Weapons to Cuba (PDF), su gpo.gov, U.S. Government Printing Office, 23 ottobre 1962. URL consultato il 28 settembre 2014 (archiviato dall'url originale il 10 marzo 2016).
92. ↑  (EN) David Von Pein's JFK Channel, JFK TALKS WITH DWIGHT EISENHOWER ABOUT THE CUBAN CRISIS (OCTOBER 22, 1962), su youtube.com, 30 agosto 2013. URL consultato il 15 settembre 2017 (archiviato dall'url originale il 20 settembre 2017). Ospitato su YouTube.
93. ↑  (EN) Ted Sorensen, Great speeches of the 20th century: The Kennedys. Ted Sorenson: JFK's inaugural address was world-changing, in The Guardian, 22 aprile 2007. URL consultato il 4 maggio 2024.
94. ↑  Campus, pp. 27, 76.
95. ↑  Campus, pp. 76-78.
96. 1 2  Cosentino parte 1ª, pp. 46-47.
97. ↑  Giavanni, pp. 155-156.
98. ↑  Campus, pp. 80-81.
99. ↑  (EN) Cyril Buffet; Vincent Touze, Brinkmanship, in The Cuban Missile Crisis exhibition, The Caen Mémorial. URL consultato il 3 maggio 2010 (archiviato dall'url originale l'11 luglio 2010).
100. ↑  (EN) Cyril Buffet; Vincent Touze, Germany, between Cuba and Berlin, in The Cuban Missile Crisis exhibition, The Caen Mémorial. URL consultato il 3 maggio 2010 (archiviato dall'url originale l'11 luglio 2010).
101. ↑  Campus, p. 93.
102. 1 2  Campus, p. 81.
103. ↑  Campus, p. 82.
104. ↑  Campus, pp. 85-86.
105. ↑  (EN) Chronology 1: October 26, 1962 to November 15, 1962 (PDF), in The Cuban Missile Crisis, 1962, The National Security Archive. URL consultato il 25 febbraio 2022 (archiviato dall'url originale il 24 agosto 2017).
106. 1 2   Matteo Anastasi, Il quarto governo Fanfani e la crisi di Cuba del 1962, in Diacronie, 2014, DOI:10.4000/diacronie.1748. URL consultato il 7 maggio 2024.
107. ↑  Altobello, pp. 129-130.
108. ↑  Campus, pp. 85, 93.
109. 1 2 3  Cosentino parte 1ª, pp. 50-51.
110. 1 2 3 4 5 6  Cosentino parte 2ª, pp. 4-8.
111. ↑  Campus, pp. 90-91, 97-98.
112. ↑  (EN) Jerry Goldman; Giel Stein, The Cuban Missile Crisis, October 18–29, 1962, in History and Politics Out Loud, 8 ottobre 1997 (archiviato dall'url originale il 19 febbraio 2012).
113. ↑  Campus, pp. 98-99.
114. ↑  (EN) Stephanie Ritter, SAC during the 13 Days of the Cuban Missile Crisis, su afgsc.af.mil, Air Force Global Strike Command, 19 ottobre 2012 (archiviato dall'url originale il 22 febbraio 2013).
115. ↑  Campus, p. 88.
116. ↑  (EN) Tom Sowa, Buried treasures, in The Spokesman Review, Spokane, WA, 21 settembre 2014. URL consultato il 26 gennaio 2017 (archiviato dall'url originale il 2 febbraio 2017).
117. ↑  Altobello, p. 130.
118. ↑  Campus, pp. 95-96.
119. ↑  Cosentino parte 2ª, pp. 9-10.
120. ↑  Altobello, pp. 146-147.
121. ↑  Mikoyan, p. 148.
122. ↑  Mikoyan, pp. 148-155.
123. ↑  Altobello, p. 150.
124. ↑  Campus, p. 99.
125. ↑  Campus, pp. 100-102.
126. ↑  Campus, p. 102.
127. ↑  Campus, p. 103.
128. ↑  Campus, pp. 102-103.
129. ↑  Campus, pp. 105-106.
130. ↑  Altobello, pp. 154-155.
131. 1 2 3  Cosentino parte 2ª, pp. 10-13.
132. ↑  Altobello, pp. 156-157.
133. ↑  Campus, pp. 106-107.
134. ↑  Gianvanni, pp. 156-157.
135. ↑  Campus, p. 109.
136. ↑  Altobello, p. 157.
137. ↑  Cosentino parte 2ª, p. 14.
138. ↑  Campus, pp. 109-110.
139. ↑   (EN) Robert McNamara, Interview included as special feature on Dr. Strangelove or: How I Learned to Stop Worrying and Love the Bomb, Columbia Tristar Home Entertainment, 2004  [1964].
140. ↑  Campus, pp. 112-114.
141. ↑  Altobello, pp. 158-159.
142. ↑  (EN) Jon Schwarz, How One Air Force Captain Saved the World From Accidental Nuclear War 53 Years Ago Today, su The Intercept, 28 ottobre 2015. URL consultato il 18 novembre 2024.
143. ↑   Aaron Tovish, The Okinawa missiles of October, su Bulletin of the Atomic Scientists, 25 ottobre 2015. URL consultato il 18 novembre 2024 (archiviato dall'url originale il 27 ottobre 2015).
144. 1 2  Altobello, pp. 165-166.
145. ↑  (EN) Travis J. Tritten, Cold War missileers refute Okinawa near-launch, su Stars and Stripes, 23 dicembre 2015. URL consultato il 18 novembre 2024.
146. ↑  (EN) William Burr; Barbara Elias; Robert Wampler, Nuclear Weapons on Okinawa Declassified December 2015, Photos Available Since 1990, su nsarchive.gwu.edu, The National Security Archive, 19 febbraio 2016. URL consultato il 13 maggio 2016.
147. ↑  Campus, pp. 108, 110.
148. ↑  Campus, pp. 108-109.
149. ↑  Campus, pp. 110-111.
150. ↑  (EN) Nuclear Files: Key Issues: Nuclear Weapons: Cold War: Cuban Missile Crisis: Timeline, su nuclearfiles.org. URL consultato il 6 febbraio 2018 (archiviato dall'url originale il 23 dicembre 2017).
151. 1 2  Campus, p. 111.
152. ↑  (EN) Michael Evans, The Cuban Missile Crisis, 1962: Audio Clips, su nsarchive.gwu.edu. URL consultato il 16 marzo 2016 (archiviato dall'url originale il 30 marzo 2016).
153. ↑  Campus, pp. 114-115.
154. ↑  Campus, pp. 115-116.
155. ↑  Smith, pp. 64-65.
156. 1 2  Campus, p. 117.
157. ↑  Faria, p. 103.
158. 1 2  Cosentino parte 2ª, pp. 15-16.
159. ↑  (EN) Radio and television remarks on dismantling of Soviet missile bases in Cuba, 2 November 1962, su jfklibrary.org, John F. Kennedy Presidential Library and Museum. URL consultato il 13 dicembre 2014 (archiviato dall'url originale il 14 dicembre 2014).
160. ↑  (EN) William Burr; Leopoldo Nuti, The Jupiter Missiles and the Endgame of the Cuban Missile Crisis: A Matter of “Great Secrecy” - Part I: Demarches to Italy and Turkey and Their Reactions, su wilsoncenter.org, Woodrow Wilson International Center for Scholars, 16 febbraio 2023. URL consultato il 20 maggio 2023 (archiviato dall'url originale il 20 maggio 2023).
161. ↑  (EN) William Burr; Leopoldo Nuti, The Jupiter Missiles and the Endgame of the Cuban Missile Crisis, 60 Years Ago - Part I: U.S. Demarches to Italy and Turkey and Their Reactions, su nsarchive.gwu.edu, The National Security Archive at George Washington University, 16 febbraio 2023. URL consultato il 20 maggio 2023 (archiviato dall'url originale il 20 maggio 2023).
162. ↑  Schlesinger, p. 1088.
163. 1 2 3 4 5  Harper, pp. 162-165.
164. ↑  Gaddis, pp. 119-120.
165. ↑  Campus, pp. 121, 125-126.
166. ↑  Stone e Kuznick, p. 313.
167. ↑  Stone e Kuznick, pp. 313-314.
168. ↑  Schlosser, p. 304.
169. ↑  Altobello, pp. 182-183.
170. ↑  Taubman, p. 579.
171. ↑  Campus, pp. 121-122.
172. ↑  (EN) Lorraine Bayard de Volo, Masculinity and the Cuban Missile Crisis: gender as pre-emptive deterren, in International Affairs, vol. 98, n. 4, 5 luglio 2022,  p. 1227.
173. ↑  (EN) Seymour Melman, The Demilitarized Society: Disarmament and Conversion, Montreal, Harvest House, 1988.
174. ↑  (EN) Priscilla Roberts, Cuban Missile Crisis: The Essential Reference Guide, ABC-CLIO, 2012,  p. 267, ISBN 9781610690669. URL consultato il 26 ottobre 2015 (archiviato dall'url originale il 24 aprile 2016).
175. ↑  (EN) Jim Willis, 100 Media Moments that Changed America, ABC-CLIO, 2010,  pp. 97-99.
176. ↑  (EN) Sheldon Stern, The Cuban Missile Crisis in American Memory: Myths versus Reality, Stanford University Press, 2012,  p. viii.
177. ↑  (EN) Andrei Kozovoi, Dissonant Voices, in Journal of Cold War Studies, vol. 16, n. 3, 2014,  pp. 29-61, DOI:10.1162/JCWS_a_00470.
178. ↑  (EN) Haruya Anami, 'Thirteen Days' Thirty Years After: Robert Kennedy and the Cuban Missile Crisis Revisited, in Journal of American & Canadian Studies, n. 12, 1994,  pp. 69-88.
179. ↑  (EN) Albert Auster, The Missiles of October: A Case Study of Television Docudrama and Modern Memory, in Journal of Popular Film and Television, n. 17.4, 1990,  pp. 164-172.
180. ↑   Ian McEwan, Lezioni, Einaudi, Torino.
181. ↑   Ken Follett, I giorni dell'eternità, Milano, Mondadori, 2014.
182. ↑  (EN) Margot A. Henriksen, Dr. Strangelove's America: Society and Culture in the Atomic Age, in The Independent Review, vol. 3, n. 2, 1998,  pp. 289-94. URL consultato il 7 settembre 2023.
183. ↑  (EN) Michael Walker, Topaz' and Cold War Politics, in Hitchcock Annual, n. 13, 2004,  pp. 127-153, ISSN 1062-5518 (WC · ACNP).
184. ↑  (EN) Ronald Briley, Reel history and the cold war, in OAH Magazine of History, vol. 8, n. 2, 1994,  pp. 19-22.
185. ↑  (EN) Aoki Inoue; Cristina Yumie; Matthew Krain, One World, Two Classrooms, 'Thirteen Days': Film as an Active-teaching and Learning Tool in Cross-national Perspective, in Journal of Political Science Education, vol. 10, n. 4, 2014,  pp. 424-442.
186. ↑  (EN) Andreas Wiseman, Benedict Cumberbatch To Star As Cold War Spy Greville Wynne In FilmNation Thriller 'Ironbark' — Hot Cannes Pic, su deadline.com, 3 maggio 2018. URL consultato il 3 maggio 2018.